# Friedenstraße (Berlin)
Die Friedenstraße ist eine etwas mehr als 1,5 Kilometer lange Straße im Berliner Ortsteil Friedrichshain. Sie entstand im 19. Jahrhundert. Der Name vom Mai 1872 bezieht sich auf das Ende des Deutsch-Französischen Kriegs. Der Straßenzug entstand auf dem nordöstlichen Teilstück der Äußeren Communication, der außerhalb der Akzisemauer liegenden Verbindung zwischen den Zolltoren.

## Überblick

### Lage und Statistik
Die Straße in Nordwest-Südost-Richtung liegt zwischen der Bezirksgrenze an der Straße Am Friedrichshain („Königstor“) und der Palisadenstraße/Weidenweg.
Die Friedenstraße liegt in gesamter Länge im Bezirk Friedrichshain-Kreuzberg, Ortsteil Friedrichshain. Innerhalb des Ortsteils (Bezirk 02) liegt die Friedenstraße im Prognoseraum 04 (Friedrichshain West), Bezirksregion 05 (Karl-Marx-Allee Nord). Die Straße selbst gehört im Abschnitt nördlich der Landsberger Allee zum „01 Barnimkiez“ und südlich davon namensgebend für den Planungsraum „02 Friedenstraße“. Statistisch nach LOR-Räumen ist sie unter 02040501 und 02040502 aufgeführt. Diese statistische Unterteilung durch den  Landsberger Platz/Landsberger Allee findet sich auch nach alten Planungen. Die Straße am Volkspark war die nördliche Begrenzung der Inneren Königsstadt, während der südöstlich Teil zum Stralauer Viertel gehörte. Aus der Geschichte der Straße im Verlaufe der äußeren Communication erklärt sich eine Breite von 40 m zwischen den Grundstücksgrenzen. Die Friedenstraße bekam auf der Länge vom Platz am Königstor über Landsberger Platz bis zur Palisadenstraße zwei durch den 5–8 Meter breiten Mittelstreifen getrennte Fahrbahnen. Im Süden ist diese Struktur noch vorhanden, am Friedrichshain-Park entlang bildet der Mittelstreifen dessen Rand und eine zweite Fahrbahn wurde zum breiten Parkrandweg.

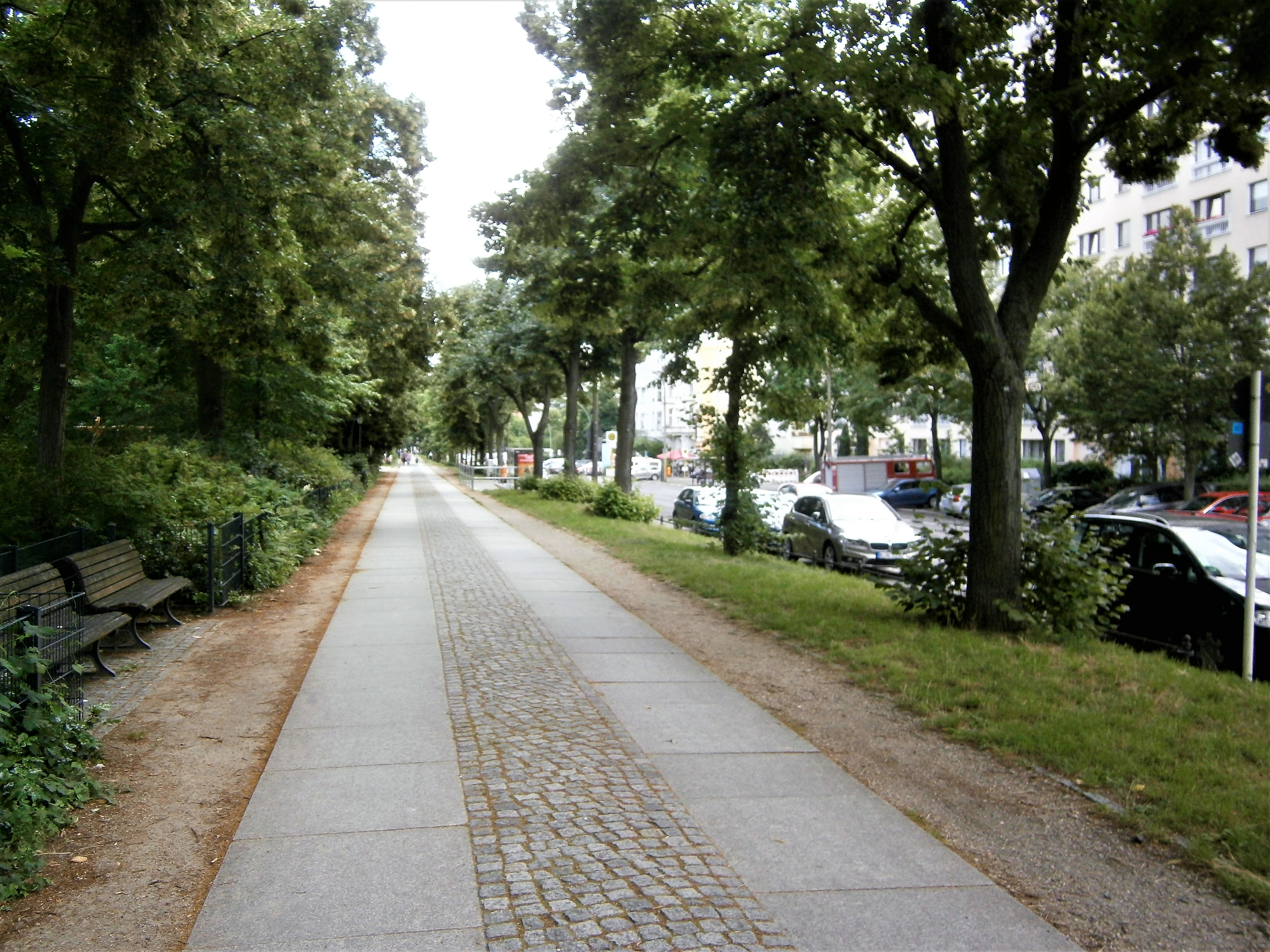
Randweg am Friedrichshain, parallel zur Friedenstraße

Die Friedenstraße ist (nach OKSTRA „G“) eine in beiden Richtungen befahrbare Gemeindestraße und trägt amtlich die RBS-Straßennummer 40894. Für die Straßenbau-Anforderungen gilt die RBS-Klasse „STRA“. Im Straßenentwicklungsplan (StEP) ist die Verkehrsbedeutung eingetragen. Daraus folgt eine Dreiteilung der Straße. Zwischen der B 2 (Greifswalder Straße / Otto-Braun-Straße, vormals: Platz am Königstor) und der abbiegenden Hauptstraße am Platz der Vereinten Nationen liegen 760 Meter regionale Straßenverbindung (Kategorie III) auf der engeren Umfahrung des Alexanderplatzes. Nach Südosten sind die vorrangig als Parkfläche genutzten 270 Meter Straßenlauf am Nordostrand des Platzes der Vereinten Nationen als „Sonstiges“ (V als kategoriefrei) eingetragen. Die zwischen Landsberger Allee und Palisaden-/Weidenweg liegenden 400 Meter sind als Ergänzungsstraße klassifiziert, die Verbindung von der Landsberger / Mollstraße führt auf der Straße der Pariser Kommune zur Karl-Marx-Allee (B 1/B 5), dem Ostbahnhof und der Mühlenstraße (B 96a).
Seit der Einführung des fünfstelligen Postleitzahlensystem gehören die Häuser der gesamten Friedenstraße zur Postleitzahl 10249. Historisch gehörte sie in ihren Teilen zu verschiedenen Postbezirken. Spätestens in den Nachkriegsjahren kam die Friedenstraße zum Zustellbezirk „Berlin NO 17“. Als 1964 in Ost-Berlin die Postleitzahlen vierstellig eingeführt wurden, wurde die Friedenstraße mit „1017 Berlin“ adressiert.

### Grundstücke

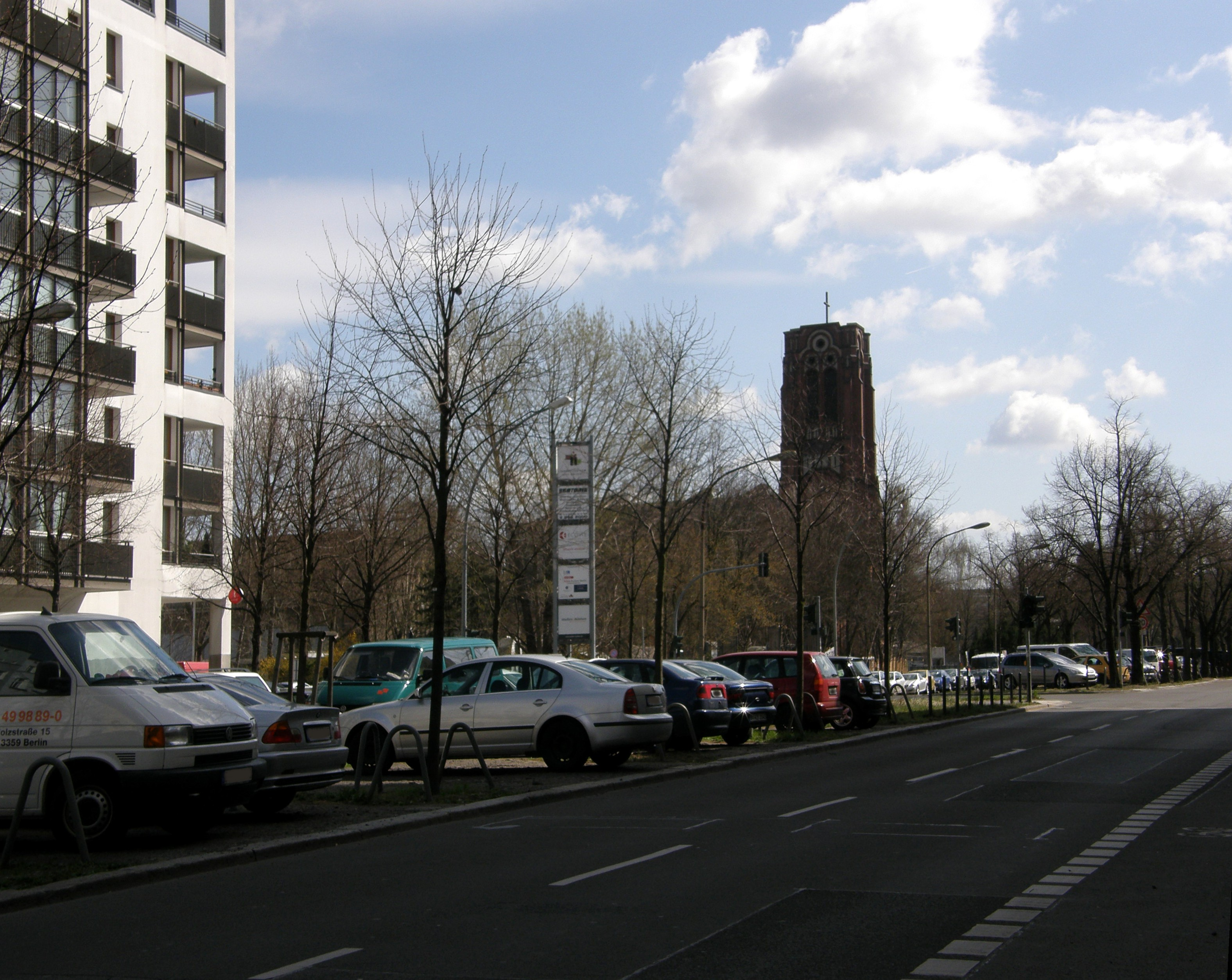
Östlicher Straßenteil: Blick in Richtung Auferstehungskirche

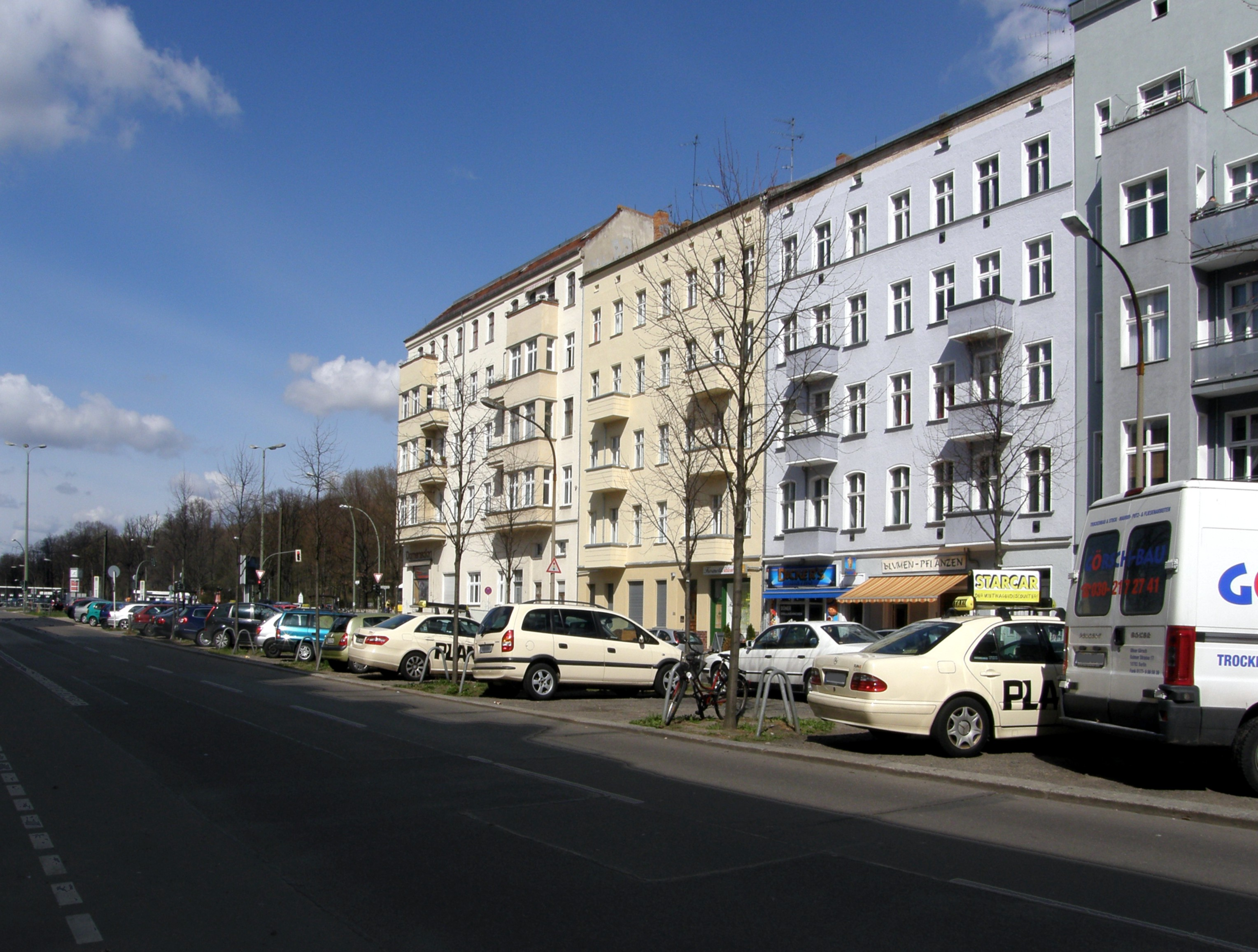
Östlicher Straßenteil: Blick zur Landsberger Allee

Die Grundstückszählung erfolgt fortlaufend. Sie beginnt mit Nummer 1 an der Bartholomäuskirche, rechts, Südseite. Zum Barnimkiez (nördlich von Mollstraße / Landsberger Allee) bis an den Platz der Vereinten Nationen gehören die Wohnhäuser Friedenstraße 3–15 und das durch einen Wohnbau (16+17) ersetzte Schulgebäude 16. Unbebaut ist lediglich Grundstück 2 an der Ecke Georgenkirchstraße, das Missionshaus gegenüber ist letzterer zugeordnet. An der Straße nach Nordwesten befindet sich auf einer Länge von 780 m der Volkspark Friedrichshain hier mit Friedenstraße 101 adressiert.
Am nach Südwesten liegenden Platz der Vereinten Nationen setzt die Zählung für die Friedenstraße aus, das Hochhaus ist als 1/2 zum Platz nummeriert.
Südlich der Landsberger Allee folgt der Planungsraum „Friedenstraße“. Die Grundstückszählung ist als Friedenstraße 30 für das in die Strausberger Straße (52/50) gerichtete fünfgeschossige Nachkriegswohnhaus fortgesetzt. Das vormalige Lehrerwohnhaus 31 und das benachbarte Haus 32 werden vom Senat als Künstlerhaus mit 30 Ateliers gestaltet. Die anschließenden vier- und fünfgeschossigen Wohnhäuser bis Friedenstraße 39 (und in die Friedberger Straße hinein vor 1900 errichteten Altbauten) blieben nach den Kriegsereignissen erhalten. Diese Wohnhäuser tragen die Spuren der Wiederherstellung in den 1950er Jahren. Ihre Lage am Rand der Baupläne „Mollstraße/Leninplatz“ bewahrte diese vor dem Abriss um Ende der 1960er Jahre. Die Kriegsschäden bot für Grundstück 40–45 den Schulbau und die 1960er Wohnzeile 47–52 (46 entfiel für den Schulweg). Die Wohnhäuser 54–68 sind wiederum in den Nachkriegsjahren ergänzte Altbauten oder durch Neubau ergänzt, die zum Block Frieden-/Palisaden-/Koppenstraße passen. Die Nummern 69–79 existieren nicht mehr und gingen im Weidenweg auf. Die Straßenfront schließt seit 2017 der Lückenbau Friedenstraße 56.

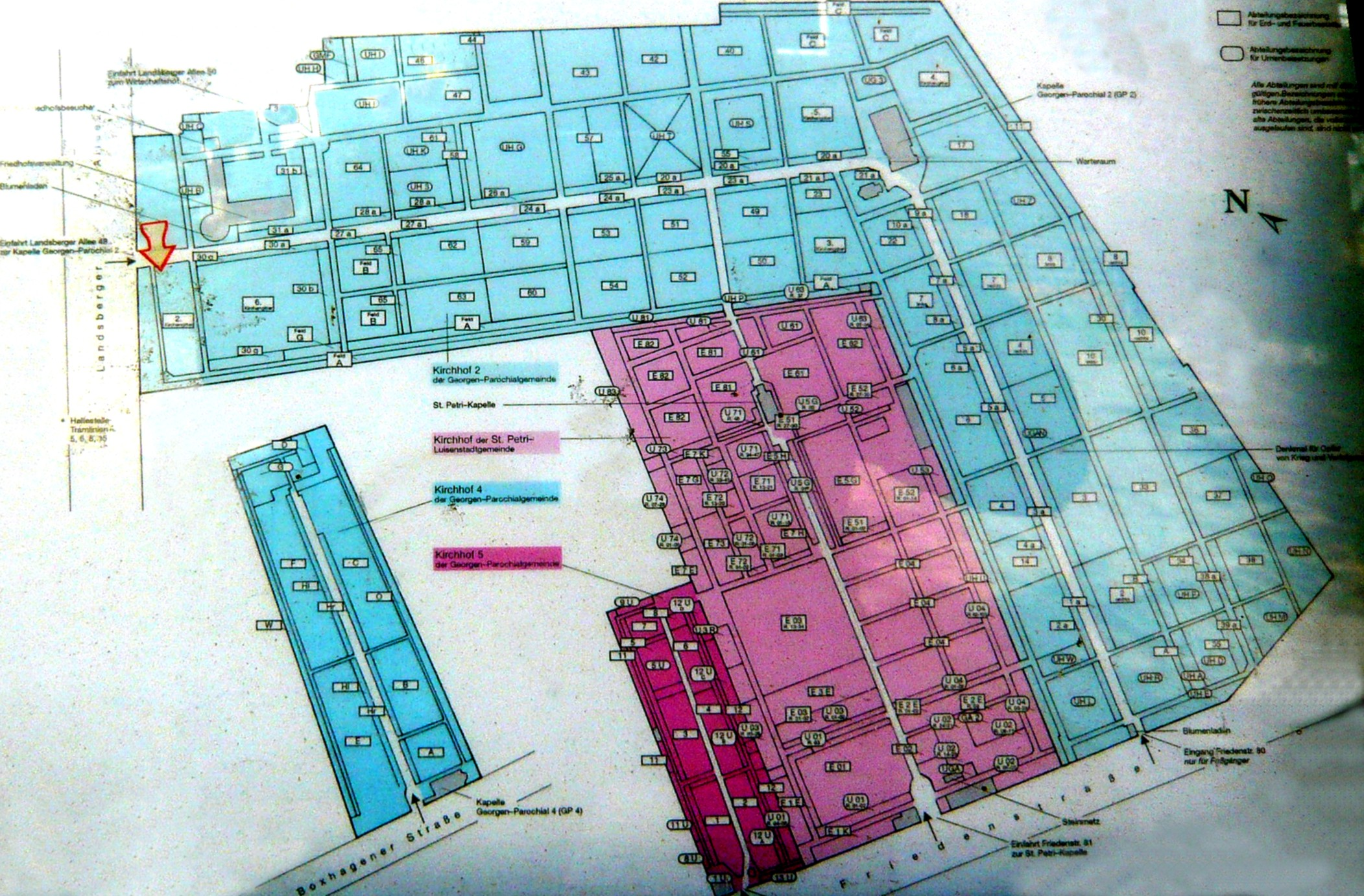
Übersichtsplan der Friedhofsanlagen

Wegen der fortlaufenden Zählung erfolgt die Nummerierung an der Nordseite von Ost nach West rücklaufend und beginnt von der Weidenstraße ab mit den Friedhöfen: Grundstück Nr. 80 mit 110 m Straßenfront der St.-Georgen-Friedhof, es folgt mit 150 m der St. Petri-Friedhof (Eingang Nr. 81) und der Parochial-Friedhof (Nr. 82) mit 50 Meter. Das Grundstück 83 der Auferstehungskirche schließt an. An der Ecke Pufendorfstraße liegt das Grundstück 84, das der Berliner Synode gehörte und auf dem sich eine Steinmetzhütte befindet. Diesem folgen die Grundstücke 85–88, 89/90 und 91(/92) die lange Zeit Brachfläche vor den dahinter stehenden Gebäuden des (vormaligen) Böhmischen Brauhauses (u. a. VEB Weingroßhandel) waren. Dafür bestehen Planungen des Bezirks für Wohnquartiere. Mit der Straßenfront Friedenstraße 94/94a/95 steht nach Abriss des Vorbaus das neu errichtete siebengeschossige Wohnhaus mit Ladengeschäften im Erdgeschoss, dessen Hausteil 93 und 92–92c ist rechtwinklig zur Friedenstraße. Abschließend stehen die vier in den Nachkriegsjahren sanierten Altbauwohnhäuser bis zum Eckhaus Friedenstraße 99. Dieses Eckhaus mit Landsberger Allee 2/4 und die folgenden wurden am Landsberger Platz vor 1900 erbaut. Bevor für den Zugang am Volkspark die Adresse Friedenstraße 101 vergeben wurde, endete hier die Zählung.
Die Planungsgrundlage Berlins in statistische Gebiete und Blöcke wurde 2006 durch „Lebensweltlich orientierte Räume“ (LOR) erweitert. Die Friedenstraße liegt in den statistischen Gebieten 113 und 114, die noch für einige Stadtaufgaben genutzt werden. Zum Planungsraum 040501 Barnimkiez (Friedrichshain West / Karl-Marx-Allee Nord) gehören die Blöcke 114001, 114003, 114008 und das Gebiet 113. Die anderen folgenden Blöcke gehören zum Planungsraum „040502 Friedenstraße“. Der Volkspark Friedrichshain als Friedenstraße 101 umfasst das (eigene) statistische Gebiet 113. Die anderen Grundstücke gehören zum statistischen Gebiet 114 und im Einzelnen zu den folgenden Blöcken:
- Block 114 001: 1 und 2 (Bartholomäus-Gemeinde)
- Block 114 003: Altbau 3, 4; Typenbau Q3A aus der 2. Hälfte der 1970er Jahre: 5, 6, 7
- Block 114 008: 8 (Altbau); 9 (Neubau aus der 1. Hälfte der 1990er Jahre) und 10, 12 als Plattentypenbau P2/10 aus der 2. Hälfte der 1970er Jahre
- Block 114 011: 14, 15 (Altbau), dazu 16, 17 (Umbau eines Schulbaus der 1950er Jahre)
- Block 114 022: 30 (Nachkriegswohnblock der 1950er Jahre in die Strausberger Straße); Altbauten: 31, 32, 33, 34, 36, 37, 38, 39, das Haus 35 ist ein Nachkriegsbau vom Ende der 1950er Jahre.
- Block 114 601: 40, 41, 42, 43, 44, 45: diese Grundstücke (Friedrichsberger Straße bis Schulweg) sind für den Typenschulbau belegt (dabei blieb das Eckgrundstück 40 unbebaut)
- Block 114 602: 47, 48, 50, 52 sind ein um 1955 erbauter Wohnblock aus vorgefertigten Blöcken
- Block 114 027: Altbauten vor 1900: 54, 55, 57. Auf 56 steht auf der Blockfläche ein Altbau mit Umbau, während die Straßenfront 2017 durch einen Neubau geschlossen wurde. Das Wohnhaus 58 steht auf dem Kriegsschadengrundstück 58/59, es wurde nach 1975 neu aufgebaut. 61–65 sind vor-1900-Altbauten, 60 und 67 Altbauten aus der Folgezeit bis 1915 und 66 entstand in den 1920er Jahren. Der Kopfbau 68 mit der Palisadenstraße entstand nach 1980 und wurde um 2000 saniert. Bis zu den Kriegsschäden stand das Eckhaus (Friedenstraße 68/Palisadenstraße 52) auf dem Vorplatz.[14] Das kriegszerstörte Wohnhaus 67 (verbunden mit Palisadenstraße 53) wurde ab 1980 als 68 geführt und Nummer 67 wurde aufgehoben.
- Block 114 032: Friedhofsgrundstücke: 80, 81, 82
- Block 114 031: 83 (Auferstehungskirche zwischen Diestelmeyer- und Pufendorfstraße)
- Block 114 021: Die Grundstücke (um und am Böhmischen Brauhaus) 84, 85, 86, 87, 88, 89, 90 sind unbebaut, jedoch in der Bebauungsplanung der nächsten Jahre, dazu noch 91 und 91a. Auf 92, 92a, 92b, 92c, 93, 94, 94a und 95 wurde Ende der 1990er Jahre der siebengeschossige Neubau errichtet. Die Wohnhäuser Friedenstraße 96–99 sind Altbauten vor 1900 (zusammen mit der Bebauung bis in die Landsberger Allee 146).

### Querstraßen

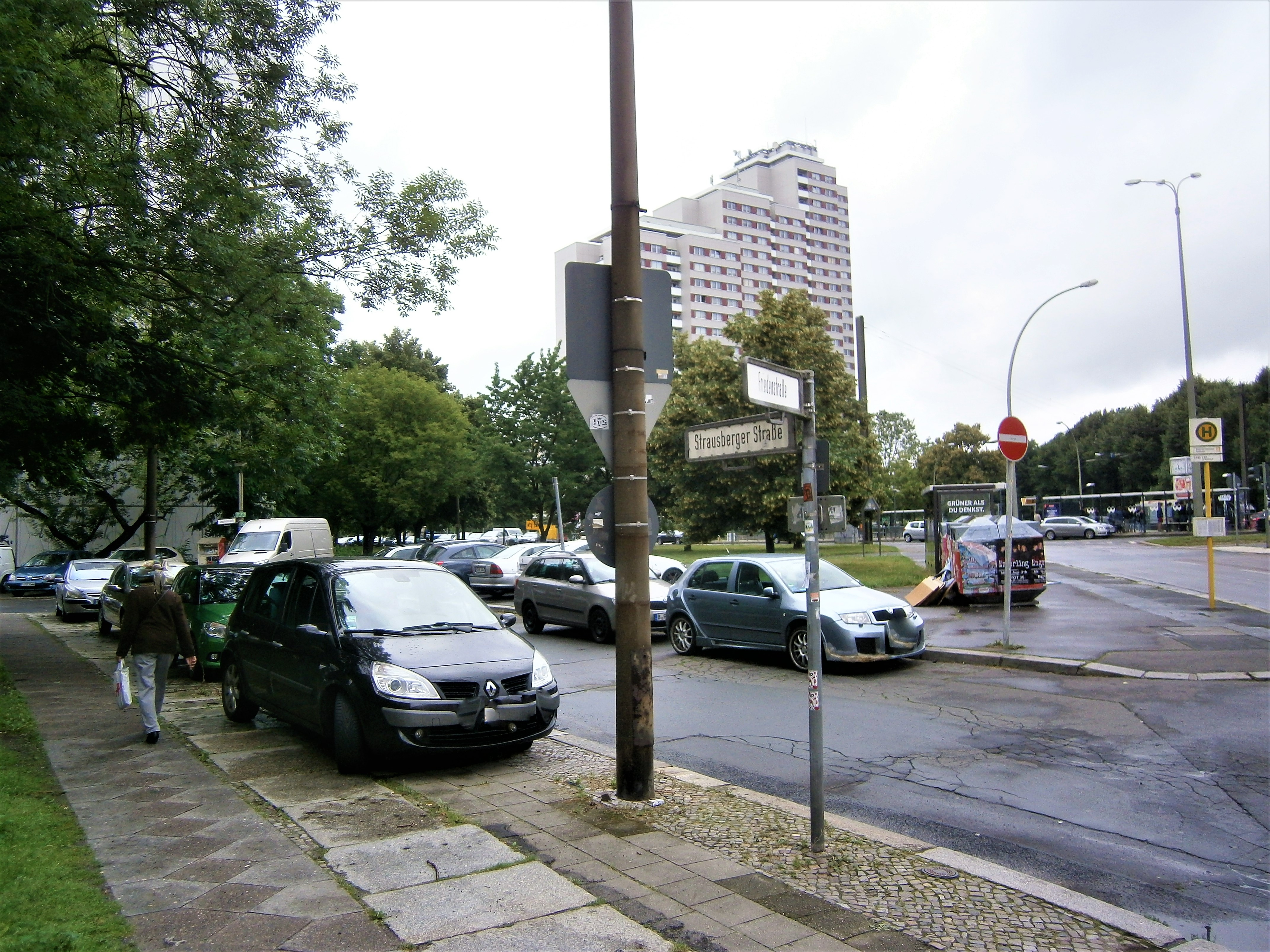
Einmündung Strausberger Straße

Von Nordwest nach Südost bestehen (Stand: 2017) folgende Quer- und abbiegende Straßen.
- (Der historische Name Königstor ist inoffiziell. Da die Friedenstraße an der Bezirksgrenze beginnt, liegt dies 80 m östlich der Kreuzung Otto-Braun-/Greifswalder Straße mit Prenzlauer Berg und der Mündung Am Friedrichshain)
- Georgenkirchstraße: sie führt nach Südwest und mündet 70 m ab Straße Am Friedrichshain gegenüber dem Volkspark
- Weinstraße: gegenüber vom Volkspark verläuft sie nach Südwest und mündet 190 m ab Georgenkirchstraße,
- Büschingstraße: von der Weinstraße aus Südwest mündet sie 130 m weiter
- Platz der Vereinten Nationen: Er liegt 200 Meter an der Friedenstraße, die den Platz der Vereinten Nationen mit dem Hochhaus und den Grünflächen vom Friedrichshain abgrenzt.[15] Der Straßenzug der abbiegenden Hauptstraße wurde auf den beräumten Ruinen der Wohnhäuser 17–19 und der danach brachliegenden Fläche angelegt.
- Landsberger Allee: sie führt den Straßenzug „Mollstraße/Platz der Vereinten Nationen“ von der „Kreuzung“ (vormals Landsberger Platz) nach Osten weiter
- Strausberger Straße nach Südwest abgehend aber mit der Ausfahrt rechtwinklig an die Friedenstraße verschwenkt. Vormals mündete sie von Südwesten auf den Landsberger Platz ein, der alte Verlauf und die Platzausfahrt wurden eine Rasen- und Gehwegfläche
- Friedrichsberger Straße: 200 m weiter zwischen Grundstücken 39 und 40 nach Südwest abgehend
- Schulweg: der nach den Kriegszerstörungen eingerichtete Fußweg (OKSTRA-Klasse „X“, Bauanforderung „STRA“) nach Südwest, er mündet zwischen dem Schulkomplex und den Wohnbauten
- Pufendorfstraße: nahezu gegenüber Mündung Schulweg nach Nordosten abgehend
- Diestelmeyerstraße: führt nach Nordost und ist um die Breite des Grundstücks 83 der Auferstehungskirche versetzt
- Koppenstraße: sie führt nahezu gegenüber der Diestelmeyerstraße zwischen Grundstück 52 und 54 nach Südsüdwest.

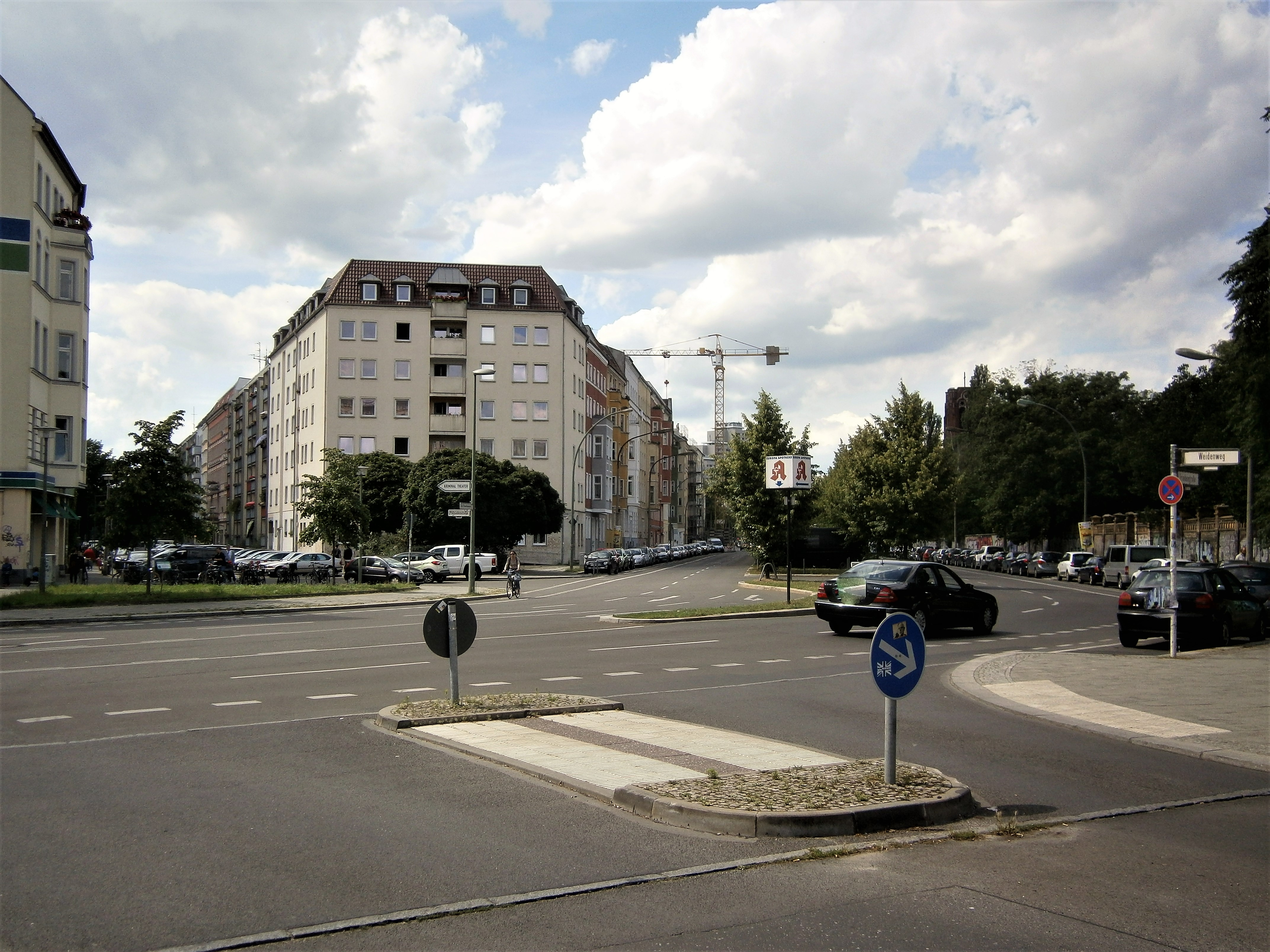
Blick in die Friedenstraße vom Weidenweg (gekürzte Friedenstraße)

- Palisadenstraße: an der spitzwinkligen Straßenecke mit dem (querstehenden) Wohnhaus Friedenstraße 68 / Palisadenstraße 53 führt sie nach Westnordwest
- Weidenweg: gegenüber nach Ost führend ist der beim Bau der Stalinallee aufgehobene Lauf der Friedenstraße. An der Ecke ist der alte Straßenlauf nördlich durch eine spitzwinklige Grünfläche mit Fußweg kaschiert.
- Straße der Pariser Kommune: Am Ende der Friedenstraße setzt sie nach Süd den Verkehrsweg (zuvor Fruchtstraße) als weiterführende Hauptstraße fort.

### Verkehrslösungen
Gegenüber der am Ende des 19. Jahrhunderts angelegten Friedenstraße wurde sie verkürzt. Im Westen entfiel 1913 wegen der geänderten Stadtgliederung die Straße Prenzlauer Berg. Um 1950 wurde die östliche Trasse zur Karl-Marx-Allee (vormals zum Frankfurter Tor) an der Stalinallee überbaut und der Weidenweg an die Palisadenstraße verlängert und die so entstandene Kreuzung der Friedenstraße mit der Fruchtstraße angepasst.

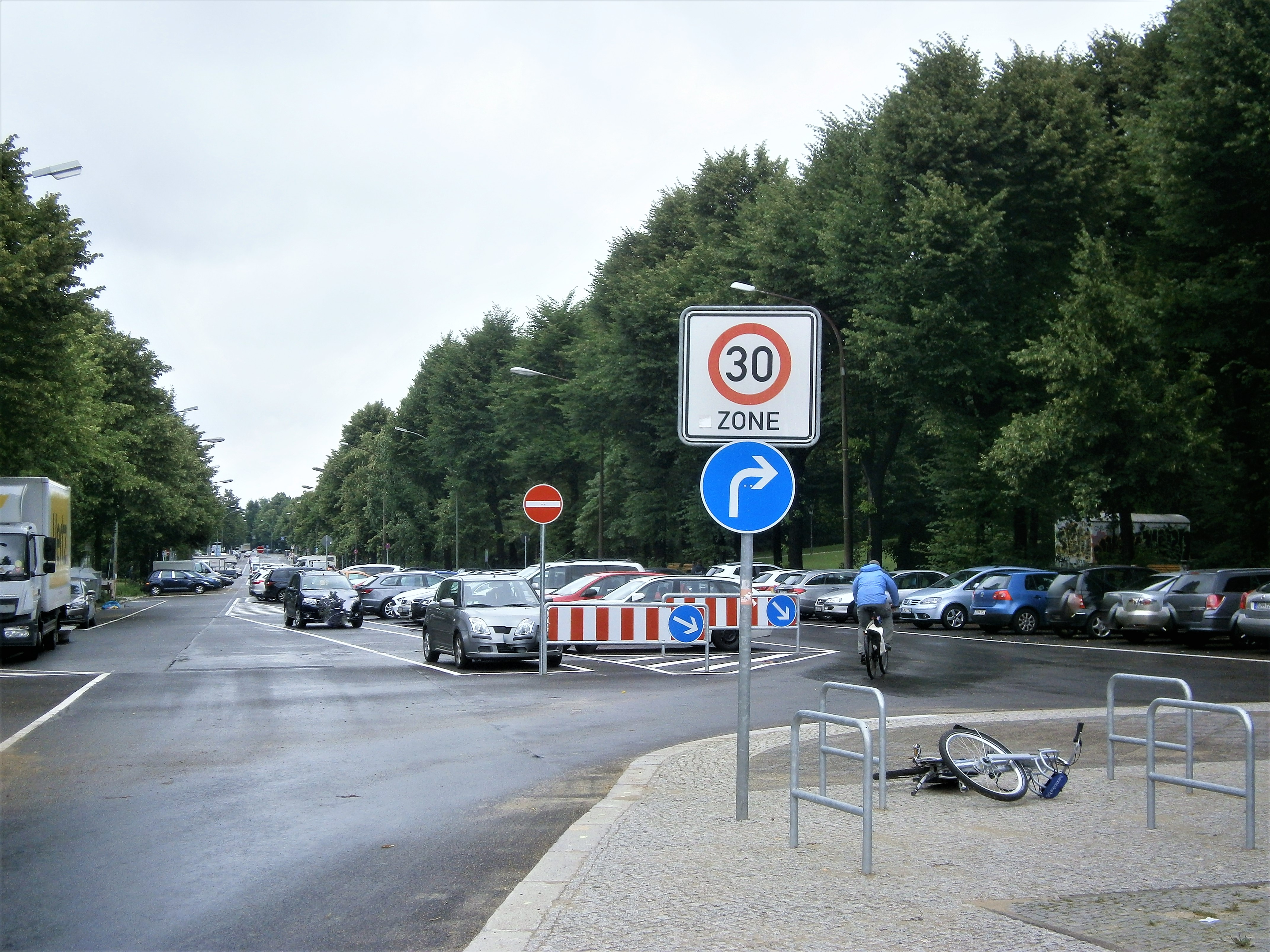
Parkzone am Platz der Vereinten Nationen

Die größte Veränderung (insbesondere für den Mittelteil) brachten ab 1970 die Bauten um den Leninplatz (Mollstraße) mit einer Verkehrsberuhigung der Friedenstraße und Umlenkung der Verkehrsströme. Mit dem Bau des Hochhauses und der „Wohnschlange“ am Leninplatz um 1970 wurde eine neue Straße westlich am Landsberger Platz vorbei in die Lichtenberger Straße zum Strausberger Platz angelegt. Dies war auch bedingt durch die auf Ost-Berlin beschränkten Verkehrsströme nach dem Mauerbau. Der Teil der Friedenstraße am Volkspark entlang ist Parkfläche und war zeitweise für den Durchgangsverkehr gesperrt. Die Friedenstraße war am Leninplatz nicht mehr bedeutsam und zum Parken eine Sackgasse. Seit den 2000er Jahren wurde er zwischen Quer-Parkplätzen durch zwei (Richtungs-)Fahrbahnen wieder ausgestaltet.

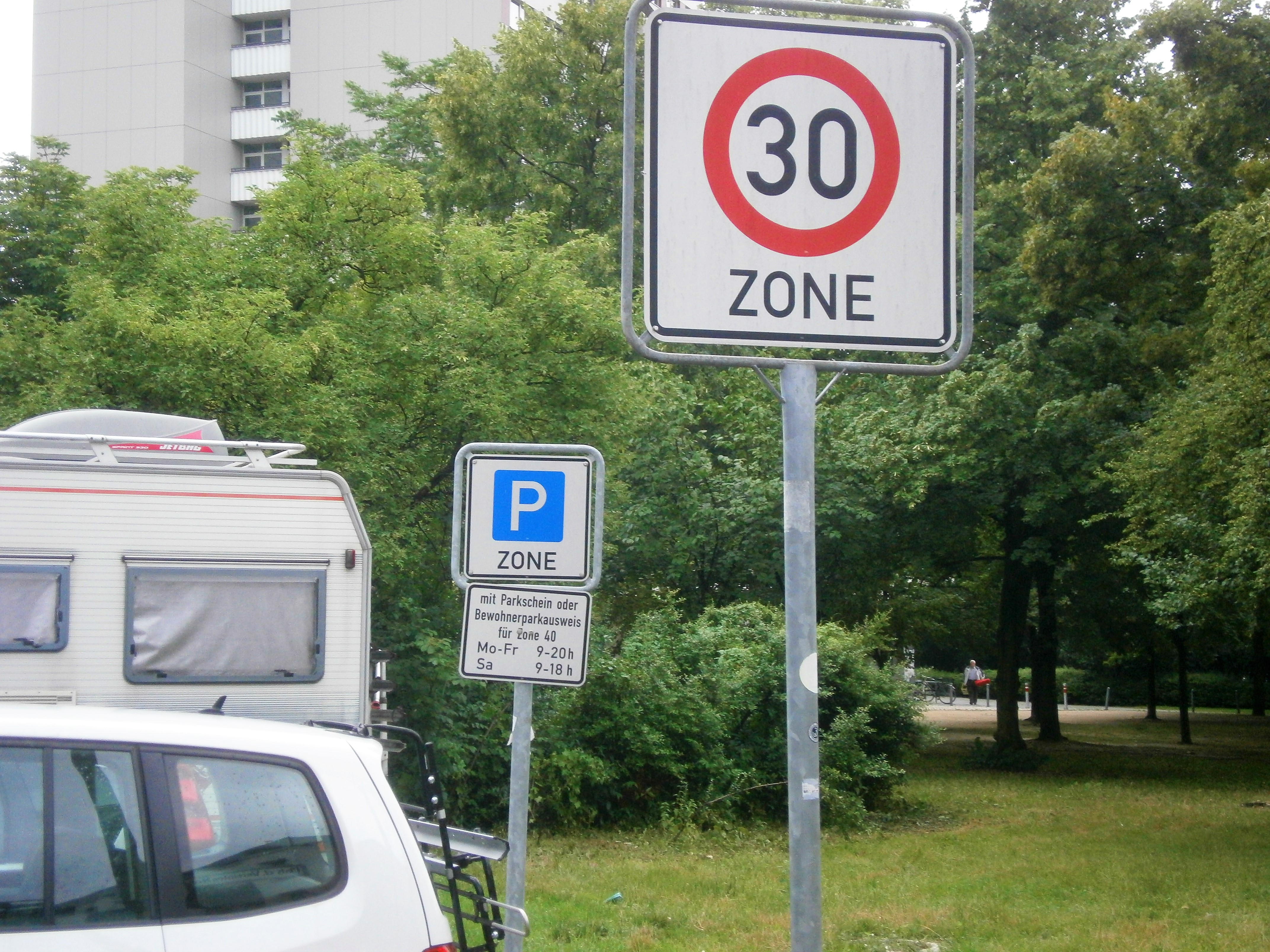
Parkzone im mittleren Abschnitt, 2017

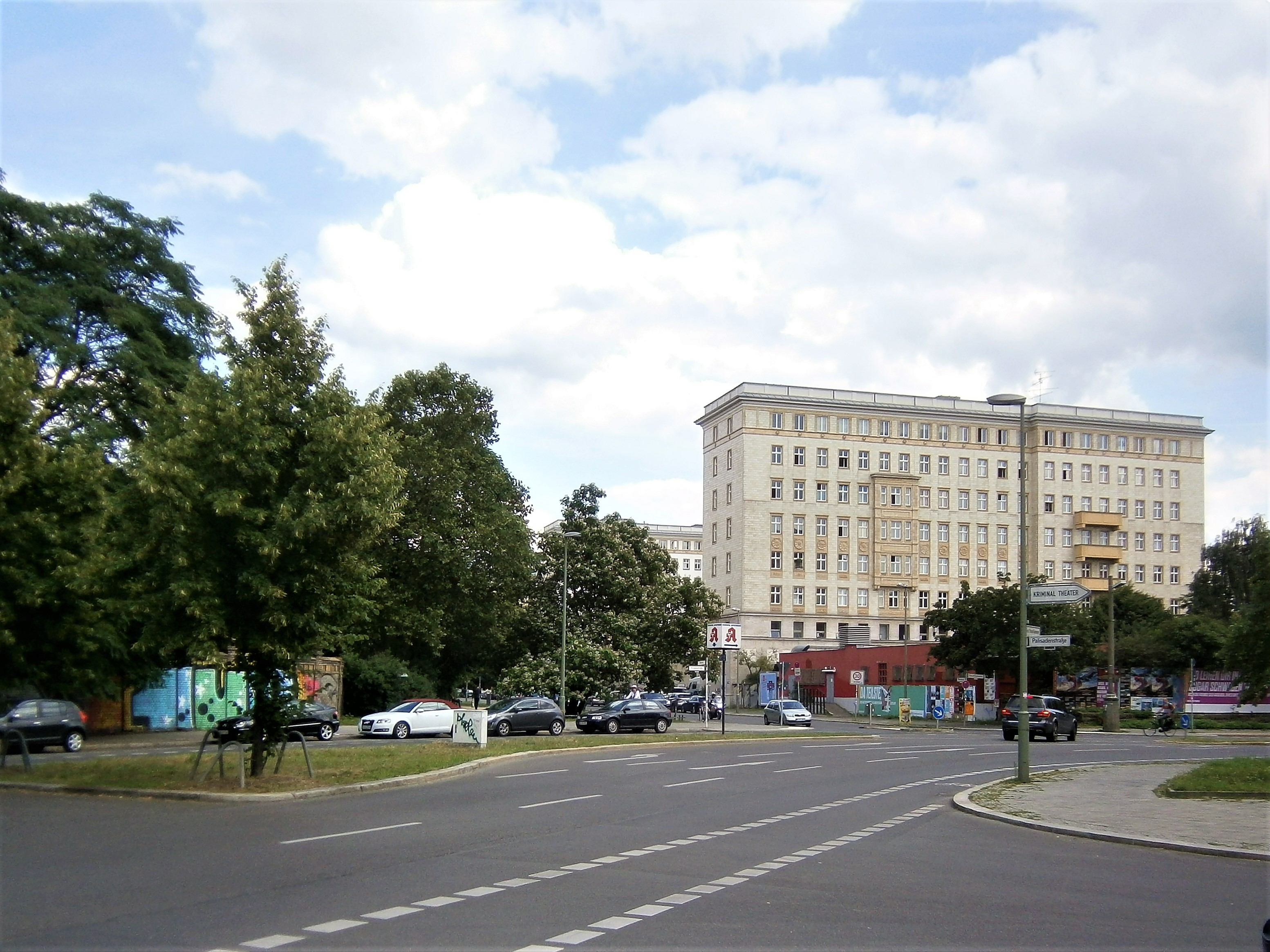
Wohnblock an der Karl-Marx-Allee, der die Friedenstraße östlich der Fruchtstraße überbaute

Der mittlere Teil der Friedenstraße ist als Parkzone ausgelegt und tagsüber gebührenpflichtig. Wegen der Lage am Volkspark besteht auf der Friedenstraße zwischen Platz der Vereinten Nationen und Königstor eine Geschwindigkeitsbeschränkung auf 30 km/h und das Parken parallel zur Fahrbahn ist zu dem gebührenpflichtig. Am Straßenteil südlich der Landsberger Allee bestehen keine besonderen Beschränkungen. Die Straße Am Friedrichshain mit dem Fahrzeugverkehr (vorzugsweise) aus Neu-Hohenschönhausen wird mit mehreren Spuren zur in den 1970er Jahren stark verbreiterten Otto-Braun-Straße gelenkt. Der im Ortsteil Prenzlauer Berg liegende „Knotenpunkt“ (am Königstor) führt den aus der Friedenstraße kommenden Verkehr ab. Am (süd-)östlichen Teil der Friedenstraße befindet sich ein Tempo 30-Abschnitt mit dem Verkehrszeichen „Vorsicht Kinder“ an der Spartacus (Grund-)Schule (Schulweg / Pufendorfstraße und Friedberger Straße).

## Straßenname
Vorher lautete der Name „Kommunikation (An der Stadtmauer) zwischen Prenzlauer, Neuem Königs-, Landsberger und Frankfurter Thor“. Im Jahr 1865 befanden sich an der Communication zwischen d. Landsberger- u. Königsthor das Haus des Holzhändlers Hasse mit sechs Mietern, das Rubensche Haus mit 14 Mietern und das Haus des Fouragehändlers Schneider. Außerhalb der vorherigen Zollmauer zog sich ein Fuß- und Fahrweg entlang, der nach dem Abriss mit der „inneren Communication“ vereinigt breiter wurde. Vom damaligen Zustand zeugt, dass solche Fahrwege als „ungebessert“ bezeichnet wurden. Das Gelände wurde zunehmend als Baufläche attraktiv (Reichshauptstadt) und der Berliner Magistrat vergab Straßennamen. Ein Kaufmann Krause hatte wegen des „paradiesischen Friedrichshains und des melodischen Geläutes der St. Bartholomäuskirche …“ sowie der daran liegenden Kirchhöfe (mit Kirche und Friedhof zum Paradies) den Namen Paradiesstraße vorgeschlagen. Der Straßenname wurde geraume Zeit nach der Benennung mit dem 1871 geschlossenen Frankfurter Frieden verbunden. Wie an mehreren Berliner Wegen kommt namensgebend die Nähe des Friedhofs in Betracht. Am 8. Mai 1872 wurde auf Allerhöchste Cabinetts-Ordre vom Magistrat der neu gewonnene Straßenzug am Friedrichshain als „Friedenstraße“ benannt, mit Bezugnahme auf den Krieg von 1870/1871. Mit den aufgestellten Bauplänen wurde am 26. November 1873 die Fortsetzung westlich vom Königstor bis Prenzlauer Chaussee einbezogen. Am 1. März 1875 kam die im Stralauer Viertel liegende „Communication am Landsberger Thor“, die östliche Fortsetzung zum Frankfurter Tor (Große Frankfurter Straße/Frankfurter Allee) hinzu. Mit der Festlegung von Grenzen der Verwaltungsbezirke Berlins wurde am 23. Januar 1913 der westlich vom Königstor liegende Anstieg der Friedenstraße in „Prenzlauer Berg“ umbenannt.
Im Ergebnis der Kriegszerstörungen ergab sich bei der Bebauung der Stalinallee am Ostende der Friedenstraße eine weitere Änderung. Der am Südrand des St. Georgenfriedhof liegende Teil von Palisaden-/Fruchtstraße bis Richthofenstraße (seit 1951: Auerstraße) wurde in den Weidenweg einbezogen. Der ursprüngliche Abschnitt vom Weidenweg und Richthofen-/Zorndorfer Straße zum Standort Frankfurter Tor (Übergang Große Frankfurter Straße zur Frankfurter Allee) wurde mit Stalinallee 183 (seit 1961: Frankfurter Allee 95) überbaut. Die vormaligen Grundstücke mit den Häusern Friedenstraße 77, 79 und 82, 83 waren zerstört. Die Karl-Marx-Allee (damals: Stalinallee) wird seither von Friedenstraße / Weidenweg über Fruchtstraße erreicht. Die westliche Fluchtlinie des (überbauten) abbiegenden Abschnitt der Friedenstraße liegt entlang vom abgewinkelten Wohnblockteil Stalinallee 181, 183a und b; seit 1961 Frankfurter Allee 93–93b. Die Zufahrt vom Weidenweg an die Hinterseite des Wohnblocks entspricht der vorherigen Straßenbreite.

## Geschichte

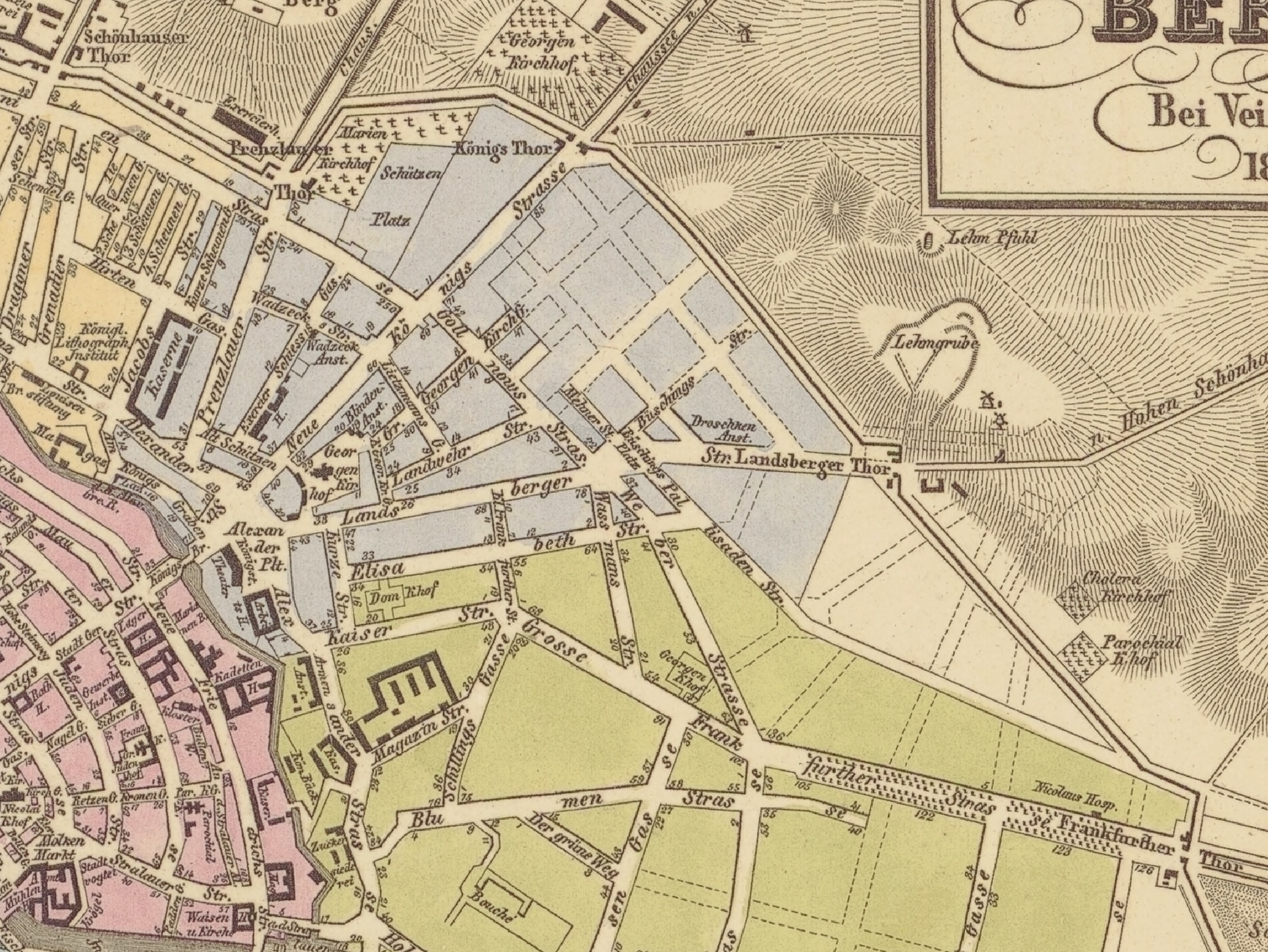
Situation zwischen Prenzlauer und Frankfurter Tor (1840)

Friedenstraße auf der Karte 1875

Bauinformationen im Haus Büschingstraße 1 Ecke Friedenstraße

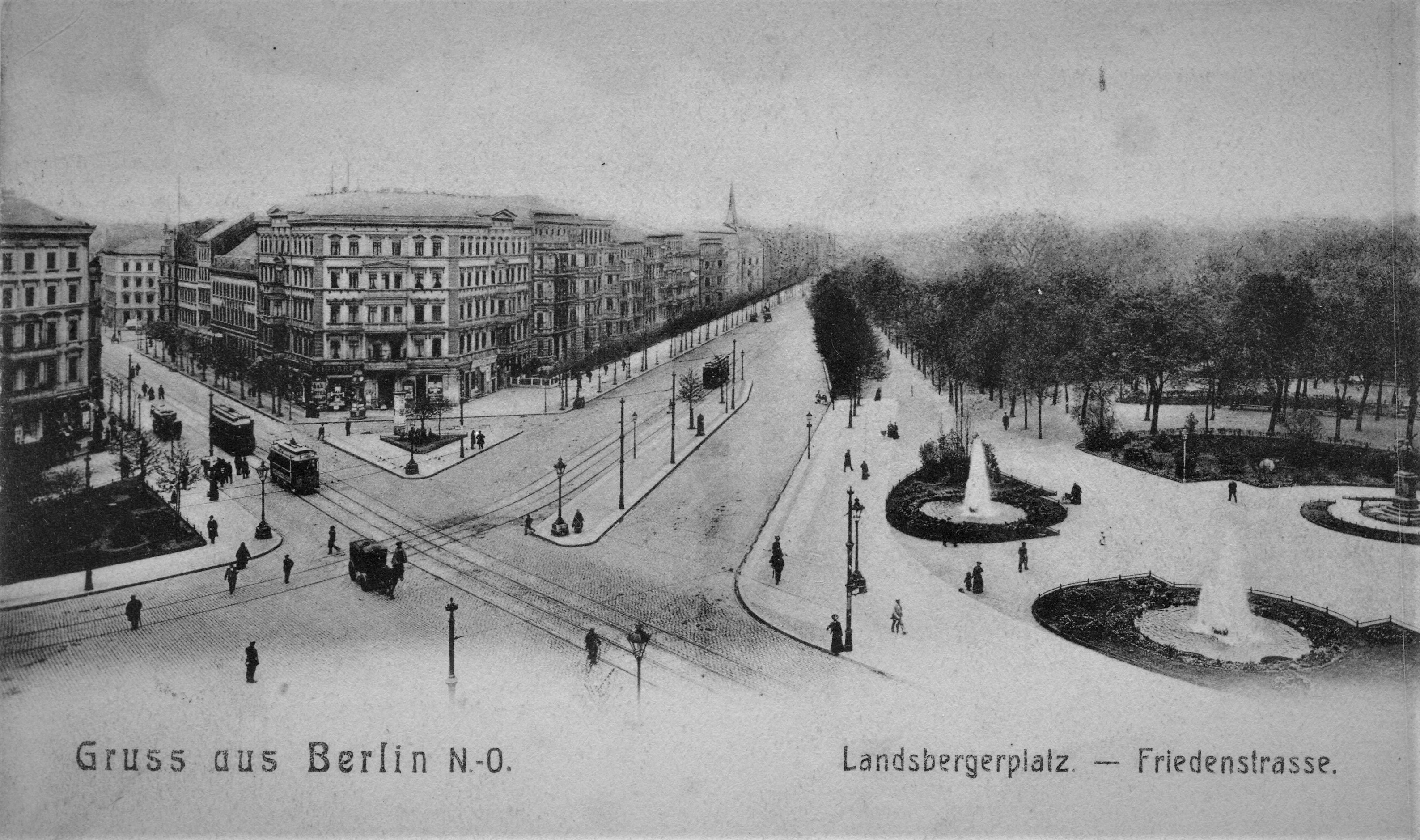
Friedenstraße nach Nordost über Landsberger Platz, um 1910

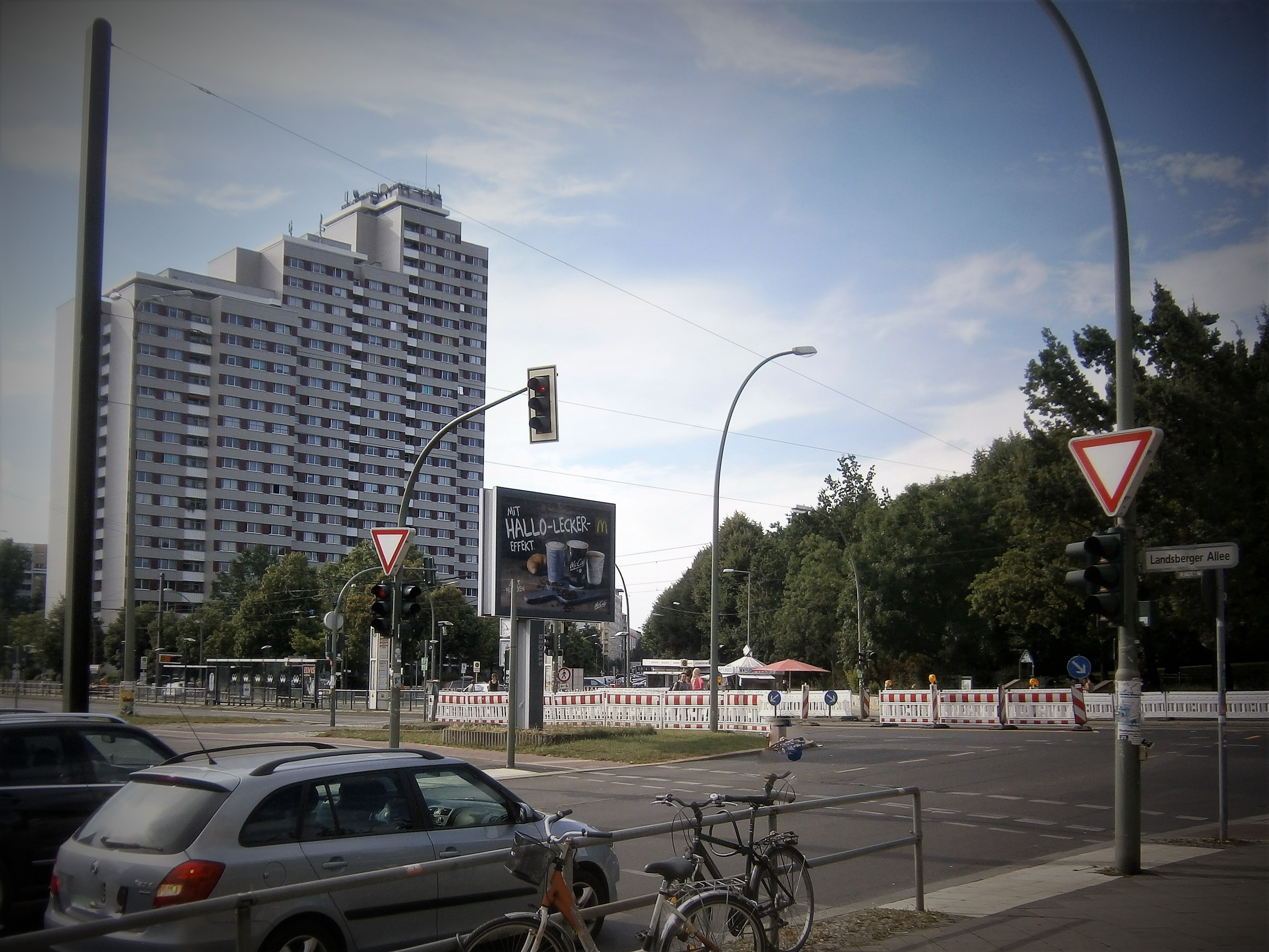
Friedenstraße nach Nordost über Platz der Vereinten Nationen, 2017

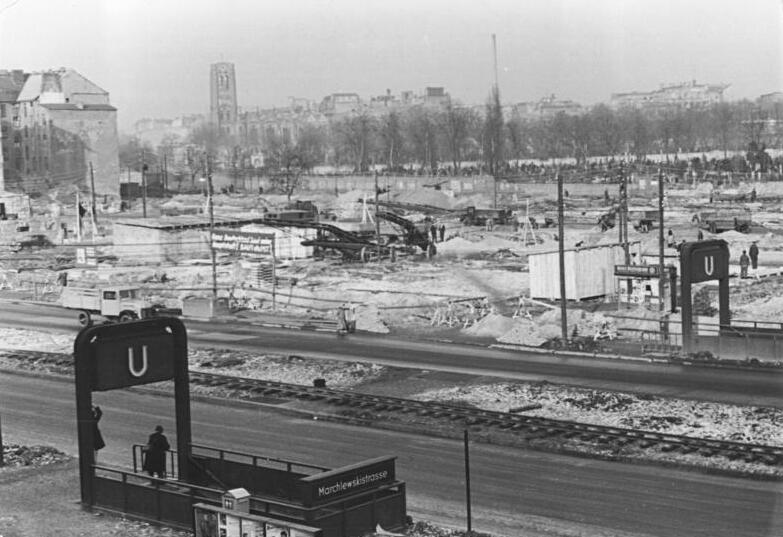
Friedenstraße vom (später) überbauten Grundstück gesehen

Seit dem 18. Jahrhundert war Berlin von einer durch Tore unterbrochenen Zollmauer umgeben. Der Nordostabschnitt über das Landsberger Tor wurde entlang an der Innen- und Außenseite von einem Rundweg begleitet, die innere Communication war schmal, während die äußere Communication so breit war, dass hier zwei Baumreihen standen. Zwischen Bartholomäuskirche und Weinstraße befanden sich Weingärten, während außerhalb 1840 bis 1848 für 50.000 Taler ein Park entstand.
Nach dem Abriss der Zollmauer in den 1860er Jahren begann die Bebauung der Grundstücksflächen am Communicationsweg. Anfangs wurden die Grundstücke traditionell ohne Nummern nach dem Hauseigentümer bezeichnet. Soweit bereits Hausnummern vergeben waren, „Communication“ als Straßenname gesetzt mit ergänzendem Zusatz zur Ortslage. Auf dem Communicationsweg zwischen Prenzlauer Allee und dem Frankfurter Tor wurde die Adresse entsprechend gebildet. Zunächst war die Lage des Communicationsweges bis Königstor und ab Landsberger Tor mit der Friedhofsnähe (wohl) weniger attraktives Bauland. Das freie Land zwischen dem seit 1840 bestehenden kommunalen Park des Friedrichshains und der bis an die Barnimstraße vorangeschrittenen Wohnbebauung bevorzugt parzelliert und bebaut. Auf dem Bebauungsplan von 1862 waren die Straßenzüge nummeriert: im Abschnitt Nordost erhielt der Straßenzug Prenzlauer Chaussee bis Greifswalder Straße die 28, am Park Friedrichshain entlang 33. Die Straße 34 für den Communicationsweg südostwärts vom Landsberger Tor ging in die 47 (als Verbindung von der Palisadenstraße zum Weidenweg) und bog dann in Straße 46 an das Frankfurter Tor.
Erstmals im Adressbuch 1866 wurde die „Communication zwischen dem Landsberger- und Königs-Thor“ mit drei Wohnhäusern aufgenommen, zu denen 1869 noch das Haus von Kaufmann Grund hinzukam. Aufgenommen war auch die „Äußere Communication zwischen dem Frankfurter und Landsberger Thor“ mit Armenkirchhof und den Begräbnisplätzen der Georgen-, Petri- und Parochialkirchgemeinden, nach Süden weiter geführt in den „Communicationsweg zwischen dem Frankfurter und Stralauer Thor“ (Memeler Straße). 1871 kamen vier weitere Wohnhäuser und das dem Magistrat gehörende Schulhaus gegenüber dem Friedrichshain hinzu. Westwärts vom Königstor gab es 1871 zwei Wohnhäuser am „Communicationsweg zwischen der Schönhauser Allee und der Prenzlauer Chaussee“. Der Ausbau entlang des Straßenzuges um die vormalige Akzisemauer schritt zügig voran. Im Adressbuch des Jahres 1873 ist die Friedenstraße erstmals eingetragen. Ab Neue Königstraße ist die Bartholomäuskirche als Nummer eingetragen gefolgt von der Georgenkirchstraße und Haus Nummer 2 einem Neubau der Missionsgesellschaft. Der weitere Verlauf ging an der Wein- und Büschingstraße vorbei zum Haus 25 am Landsberger Platz. Der weitere Straßenzug ab Landsberger Platz mit den Wohnhäusern 1–8, Lehmbruchsches (11 Mieter) und Schillersches Haus (32 Mieter) auf der rechten und auf der linken Seite mit Baustelle, dem Schwarzschen Haus und acht (neu erbauten) Schillerschen Häusern (10–17 Mieter; Eigentümer war der Rentier Schiller aus der Prinzenstraße) sowie die Friedhöfe wurden unter dem Namen „Communication am Landsberger Thor“ aufgeführt. Neben dem Mietshaus 8 lag ein Holzplatz auf Eigentum der Georgenkirche. An der Friedenstraße ging der Aufbau weiter und Neubauten sind im Folgejahr bezogen, wobei sich die Hausnummer teilweise änderten, so endet die Zählung an der Landsberger Straße mit Nummer 29. Anzumerken das Magistratsgrundstück 19/20 mit der 33. und 56. Gemeindeschule und 21/22 mit Baustellen. Die vorher nach den Besitzern benannten Grundstücke an der Communication waren nun mit Mietshäusern bebaut. Beispielsweise wurde das Herreilersche Grundstück des Fabrikanten (vorher Kaufmann) Herreilers als Mietshaus unter Friedenstraße 9 und ab 1874 mit der Hausnummer 14 im Adressbuch notiert. Zwischen Prenzlauer Chaussee und Königstor wurde die „Communication“ nicht näher ausgeführt. 1874 befanden sich die Häuser 1–28 an der rechten Seite ab Landsberger Platz, die Baustelle von Koch Jähnicke, die zehn Mietshäuser sowie die Grundstücke der Friedhöfe sind ohne Hausnummer der Communication zugeordnet. Im Folgejahr gab es diese Bezeichnung im Adressbuch nicht mehr, jedoch die Friedenstraße wurde in Hufeisennummerierung rechts (an der Südseite) bis Grundstück 78 an der Frankfurter Allee eingetragen, auf der Gegenseite folgt die Zählung ab Rohbau 79 zum Weidenweg. Die Friedhöfe sind mit 82, 83, 84 nummeriert, es folgen auf der Nordseite die bezogenen Mietshäuser bis 94, bis zur Landsberger Allee lagen noch die Baustellen 95 und 96 im Eigentum des Böhmischen Brauhauses. Schließlich war im Adressbuch für 1877 die Friedenstraße zwischen Prenzlauer Chaussee und Frankfurter Allee eingetragen. Die Zählung begann an der Südseite mit 1 (Bartholomäuskirche) an der Neuen Königstraße (ab 1995: Otto-Braun-Straße), die Georgenkirchstraße zwischen 3 und 4, Weinstraße zwischen 10 und 11, der Landsberger Platz (31, 32), die Grundstücke 55/56 bis 60/62 sind der Palisadenstraße zugeordnet ebenso wie 64 bis 71 (Palisadenstraße 51–46), den Eckhäusern 73 und 74 mit der Palisadenstraße folgt die Fruchtstraße (seit 1971: Straße der Pariser Kommune) und die Zählung endet mit 78 an der Frankfurter Allee. Die Nordseite (ggf. Ostseite) wurde von da rückläufig ab 79 gezählt, wobei am Grundstück 81 der Weidenweg abging und die Friedhöfe mit eigener Nummer folgten. Die Mietshäuser 85–94 lagen neben dem Holzplatz 95/96 zur Landsberger Allee. Bis zum Verlorenen Weg (seit 1880: Am Friedrichshain) liegt der Park Friedrichshain an der nördlichen Straßenseite, danach ging die Greifswalder Straße ab und bis Prenzlauer Chaussee grenzten Georgen- und Marienkirchhof. Von der Prenzlauer Chaussee zur Neuen Königstraße sind ebenfalls ohne Grundstücksnummer der Marienkirchhof, eine Baustelle und drei Rohbauten notiert. 1875 stehen 49 bezogene Mietshäuser mit 10 bis 20 Mietern und zwei Fabrikantenhäuser, drei Holzplätze, ein Zimmerplatz, vier Roh- und vier Neubauten, sowie acht als Baustelle ausgewiesene Grundstücke zeugen von der aktiven Bautätigkeit. Zudem befanden sich die Bartholomäuskirche (1–3), das Missionshaus (4–6), die 33. und 56. Gemeindeschule (19/20) und die 94. Gemeindeschule (48, am 16-Mieterhaus), sechs Friedhöfe und der Friedrichshain entlang der Straße und mehrere Grundstücke mit den Wohnhäusern gehören voll oder teilweise zu Querstraßen. Das 1880er Adressbuch benannte anschließend an den Georgenfriedhof Baustellen auf den Grundstücken 97–105, und das Grundstück 106 das zur Prenzlauer Chaussee 106 gehörte.
Im Jahr 1880 begann die Zählung der Friedenstraße weiterhin in Hufeisenform mit Nummer 1 an der Prenzlauer Allee (die städtischer nicht mehr als Chaussee benannt ist und zu der der Marienfriedhof adressiert wurde), weshalb die Neue Königstraße zwischen 4b und 5 lag. Die Verlängerte Georgenkirchstraße mündete zwischen 5 und 6 und die Bartholomäuskirche und das Missionshaus sind nicht in der Grundstückszählung. Friedenstraße 31 ist als Landsberger Platz 4 adressiert, 72 Palisadenstraße, 73 Fruchtstraße und an der Frankfurter Allee besaß das westliche Eckhaus die Nummer 78 und die Zählung geht mit Nummer 79 beginnend an der gegenüberliegenden Straßenseite zurück. Ab Weidenweg haben die Friedhöfe die Grundstücksnummer Friedenstraße 81, 82, 83. Der Nummer 96 an der Ecke Landsberger Platz folgen ohne Grundstücksnummer der Friedrichshain und über Verlorenen Weg und Greifswalder Straße Georgen- und Marienkirchhof gefolgt von Baugrundstücken 97–105 und dem Eckgrundstück 106 mit dem Wohnhaus Prenzlauer Allee 1. Ohne die Friedhöfe, abzüglich der der Palisadenstraße zugehörigen und zusätzlich der als a oder b geteilte Grundstücke verbleiben 103 Baugrundstücke. Belegt sind davon vier Magistratsgrundstücke von der Gemeindeschule (19, 20) und dem Städtischen Asyl für Obdachlose (55, 56), vier dienen dem Baufortschritt (Holz-, Steinmetz-, Stätteplatz). Den 73 Mehrparteien-Mietshäuser und einem Rohbau stehen noch 21 unbebaute – im Adressbuch Baustelle genannte – Grundstücke gegenüber. Zehn Jahre später waren die sieben Wohnhäuser (1–4a) zwischen Marienfriedhof und Neuer Königstraße bezogen, 4b war ein Garten, 5, 73 und 96a waren Neubauten, die Koppenstraße mündete zwischen 55 und 58 (für den Straßenlauf entfielen 56 und 57). An beiden Ecken lagen Holzplätze: 55 auf dem Gelände einer Architektenfirma und 58/59 auf Magistratsgrundstück. Das Magistratsgrundstück 84 des Armenfriedhofs wurde von drei Mietern bewohnt und kein Grundstück der Friedenstraße war noch als Baustelle (unbebaut) bezeichnet.
Die Zählung mit geteilten Grundstücken (wie 4, 4a, 4b) war bis 1900 beseitigt worden. Dadurch begann die Zählung an der rechten Seite (südlich) am Marienkirchhof (Prenzlauer Allee 62) mit dem Siebenparteien-Wohnhaus der Witwe Hosemann mit Nummer 1 und endete am Eckhaus 112 / Prenzlauer Allee 1 von Kaufmann Meyer, das Straßenbild dazu findet sich im Adressbuch 1900 in der vierten Spalte von Seite 167 Theil III (ZLB-Nummer 2202). An der Neuen Königstraße (Südwestecke, Friedenstraße 8 / Neue Königstraße 81) stand ein Wohnhaus mit sechs Mieter, an der Südostecke befand sich die Fläche um die Bartholomäuskirche, das Haus 9 als Eckhaus mit Georgenkirchstraße 1 stand 100 Meter nach Osten. Die Zählung an der Frankfurter Allee wechselte von Grundstück 79 zu 80. Die nächste Änderung der Grundstückszählung wurde 1913 dadurch nötig als der Stadtteil „Prenzlauer Berg“ nach Süden verlängert wurde. Dadurch wurde der Abschnitt westlich der Neuen Königstraße/ Königstor umbenannt. Die Bartholomäuskirche erhielt 1913 die Adresse Friedenstraße 1 und zur Ecke Georgenkirchstraße stand das Haus 2. Die neu benannte Straße Prenzlauer Berg wurde von der Greifswalder Straße aus mit Nummer 1 und 2 für Gebäude auf dem Georgenkirchhof bis Nummer 12 (fortlaufend) an der Prenzlauer Allee und 13/14 für Marien- und Nikolai-Kirchhof zurück nummeriert. Die Wohnhäuser zur Neuen Königstraße erhielten die Nummern 15–22. Wegen der so entfallenen Grundstücke änderte sich die Nummerierung am Landsberger Platz. An dessen Nordwestecke stand das Eckhaus Friedenstraße 29/Landsberger Straße 1/2 mit dem 51. Polizeirevier. An der Südwestecke folgte die Zählung mit dem 16 Mieter-Wohnhaus Friedenstraße 30. Diesem gegenüber endete die Zählung mit Hausnummer 99, als Eckhaus am Landsberger Platz 5. Der an der Nordseite der Straße liegende und nicht parzellierte Park blieb ohne Grundstücksnummer. Seit der Zählung von 1913 bekam die auf dem entwidmeten Armenkirchhof gebaute Auferstehungskirche die Adresse Friedenstraße 83. Die Hausnummer im fortlaufenden „Hufeisen“ wechselte an Großen Frankfurter Straße / Friedenstraße 75 zum Eckhaus Frankfurter Allee 104 / Friedenstraße 76.

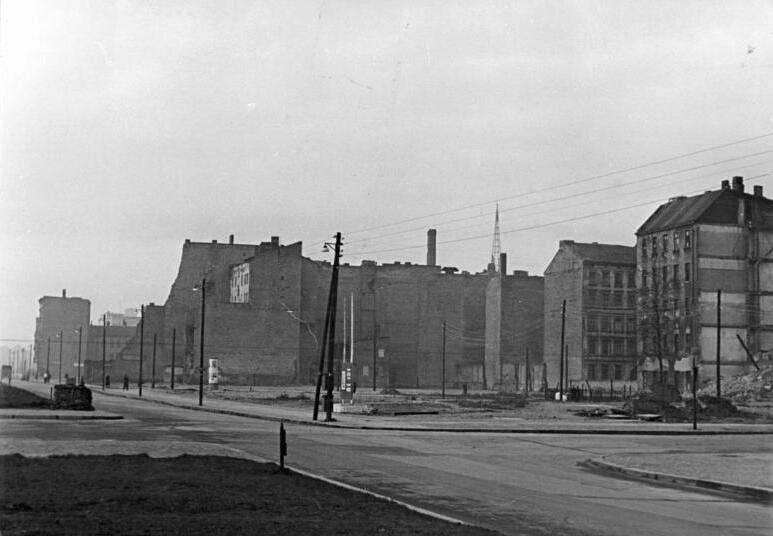
Links: Nordseite Stalinallee, rechts: Friedenstraße, 1952

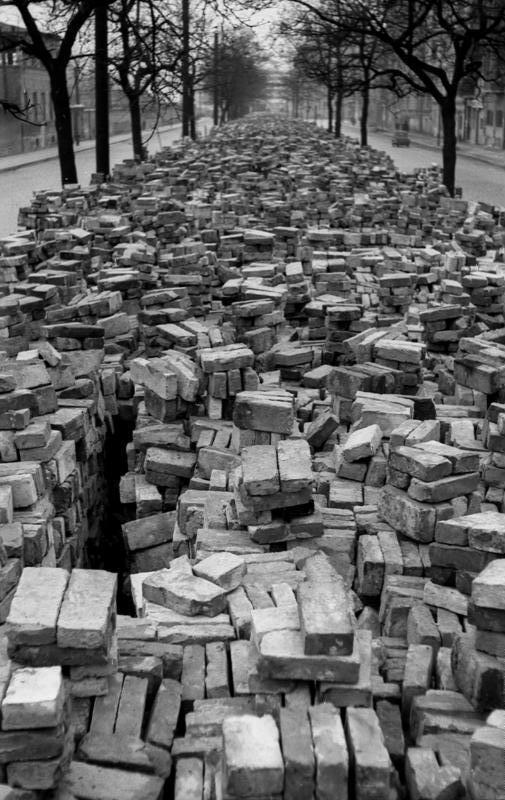
Die Mittelpromenade der Friedenstraße in Berlin ist mit geputzten Ziegelsteinen gefüllt, die von freiwilligen Bauhelfern in den letzten Tagen geborgen wurden, 16. Januar 1952

Diese Grundstückszählung mit den Hausnummern blieben so bis zu den Zerstörungen bei den Luftangriffen bestehen. Die Friedenstraße war wie der gesamte Verwaltungsbezirk Friedrichshain, der in der NS-Zeit den Namen „Horst-Wessel-Stadt“ erhalten hatte, schwer betroffen. Besonders betroffen war die Gegend um die Weinstraße (33. und 66. Volksschule Friedenstraße 16), um den Landsberger Platz, zwischen Friedrichsberger und Koppenstraße, sowie das Karree Frucht-, Friedenstraße, Große Frankfurter Straße/Frankfurter Allee, wo Wohngebäude total zerstört wurden.
Die Friedenstraße lag am Rand des mit den Ruinen aus dem Krieg und den seit Ende der 1940er Jahre beräumten Brachflächen Friedrichshains. Diese schwer betroffene und zerstörte Stadtfläche war für eine Neugestaltung der „Neuen Berliner Mitte“ nach dem Konzept des Architekten Hans Scharoun gedacht. Die vorwiegend nicht an alten Straßenführungen orientierten Bauplanungen begannen 1950 mit der Stalinallee und setzten sich bis in die 1970er Jahre nördlich vom Alexanderplatz zwischen Neuer Königstraße (damals: Hans-Beimler Straße), Landsberger Straße (seit 1969: Mollstraße) und dem Landsberger Platz (seit 1950: Leninplatz) fort. Von Abrissen abgesehen blieben Bartholomäuskirche und Missionshaus an der westlichen Friedenstraße gegenüber vom Friedrichshain erhalten, es folgen sanierte „Altbauten“ bis an die Weinstraße. Insbesondere um den Platz der Vereinten Nationen ist eine neue Bebauung entstanden und die Straßenführung änderte sich. Die östliche Friedenstraße (vom Landsberger Platz ab zum Weidenweg) besitzt in Teilen den Charakter der alten Friedenstraße, wobei auch wesentliche Teile durch Nachkriegsbauten ersetzt wurden. Auf der beräumten Ruinenbrachfläche zwischen Friedberger Straße entstanden neue Schulgebäude (Friedenstraße 40–45, Spartacus-Grundschule) und ein Wohnblock der 1960er Jahre. Gegenüber den Friedhöfen stehen zwischen Koppen- und Palisadenstraße wiederum aufgebaute Altbauten und Nachkriegswohnhäuser. Der entwidmete Teil der Friedenstraße östlich der Pariser Kommune ist durch die Wohnblöcke mit der Lage an der Frankfurter Allee (1950er Jahre: Stalinallee) charakterisiert.

## Bemerkenswertes an der Straße

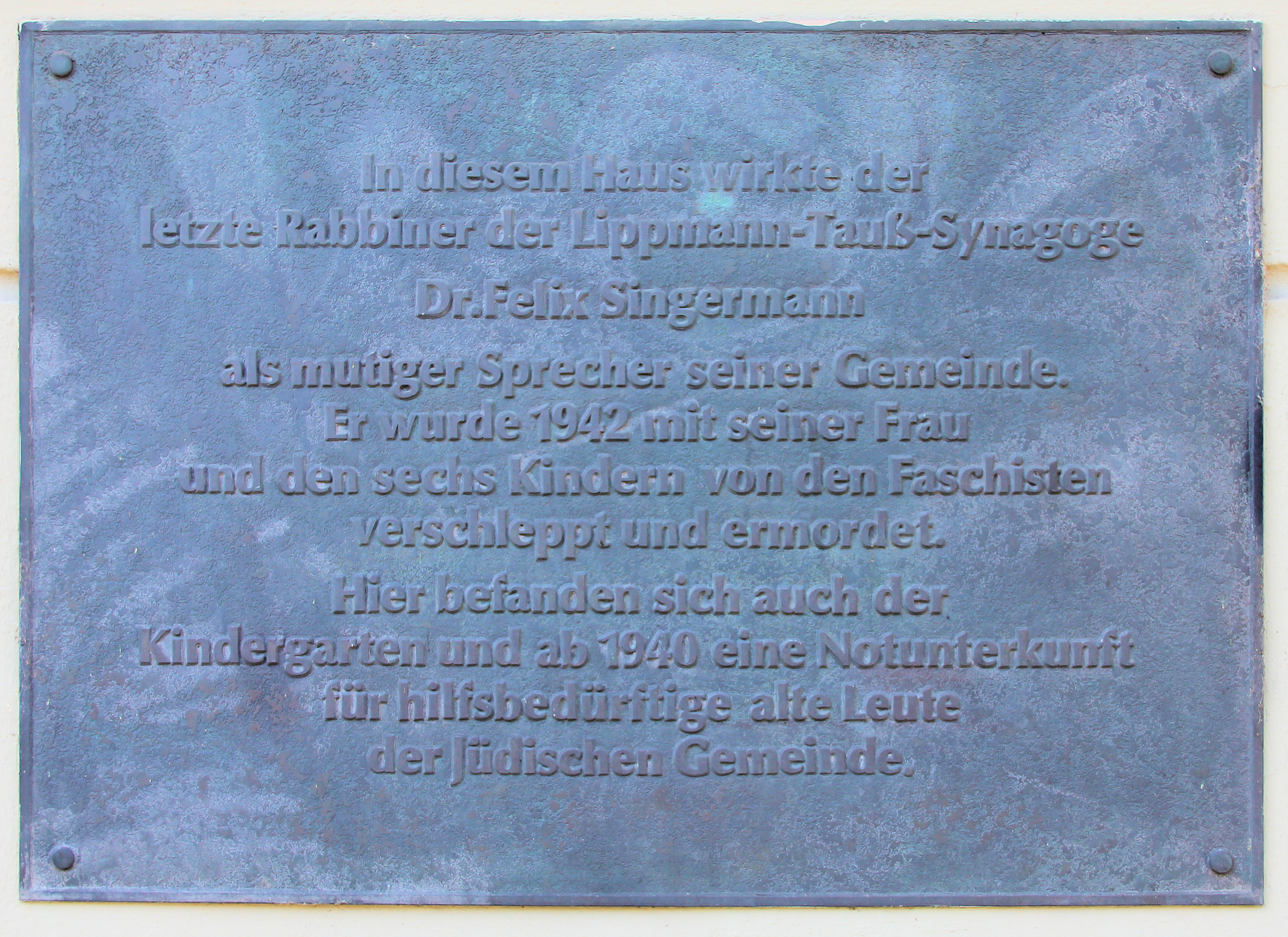
Gedenktafel für Felix Singermann

Zwischen Greifswalder Straße und Landsberger Allee liegt an ihr der Volkspark Friedrichshain. Durch die Friedenstraße führte in den späten 1940er Jahren eine Trümmerbahn-Strecke bis zum Volkspark Friedrichshain, wo durch Aufschüttung des gesprengten Flakturms der heutige Mont Klamott entstand. Anzumerken ist dabei, dass die Straßenbahngleise von der Strausberger Straße über den Landsberger Platz (hier die Strecke Landsberger Straße/Landsberger Allee kreuzend) durch die Friedenstraße mit Anschluss an die Strecke Am Friedrichshain und an die Strecke auf der Greifswalder / Neue Königstraße sowie letztere kreuzend in die Straße Prenzlauer Berg lagen.

### Personen
Eine Gedenktafel erinnert an den Rabbiner Felix Singermann, der als Persönlichkeit in der Friedenstraße im Haus Nummer 3 wirkte, seit dort die Synagoge im Gebäude von Lupu Solomon eingerichtet worden war. Seine Wohnung hatte der Rabbiner in der nahegelegenen Mendelsohnstraße 10 und der Neuen Königstraße 88.
Der Erfinder der Thermoskanne Reinhold Burger wohnte nach seiner Rückkehr aus den USA ab 1894 in der Friedenstraße 61 und gründete seine Firma R. Burger & Co. in der Novalisstraße. Er verzog in die Friedenstraße 69 und verlegte die Firma in die Chausseestraße. Den Wohnsitz verlegte er 1903 nach Pankow.
Ende der 1930er Jahre lebte das Schauspielerehepaar Lisbeth Wirtson und Paul Albert Glaeser-Wilken in der Friedenstraße 42, die dortige Wohnung wurde nach Kriegsbeginn verlassen.

### Baudenkmale
Trotz starker Schäden an der Bebauung beim Bombardement während des Zweiten Weltkriegs sind von der ursprünglichen Bebauung an der Friedenstraße einige Bauwerke und Denkmale erhalten, teilweise unter Denkmalschutz gestellt. Die Kriegsschäden betrafen ganze Blöcke, wie zwischen Friedberger und Koppenstraße, Wein- und Büschingstraße und insbesondere zwischen Friedenstraße 17 und der Landsberger Allee, die jetzt vom Platz der Vereinten Nationen (als Leninplatz) belegt sind. Hinzu kamen einige Einzelhäuser die bei den Luftangriffen zerstört wurden. So gibt es an der Friedenstraße noch zusammenhängende in den 1950er Jahren ausgebaute Altbauten, wie zwischen Koppen- und Palisadenstraße, aber auch Altbauten zwischen DDR-Typbauten. So stehen dadurch Wohnhäuser als Altbauten und Neu- und Umbauten aus den Jahren 1880 bis 2017 an der Straße.

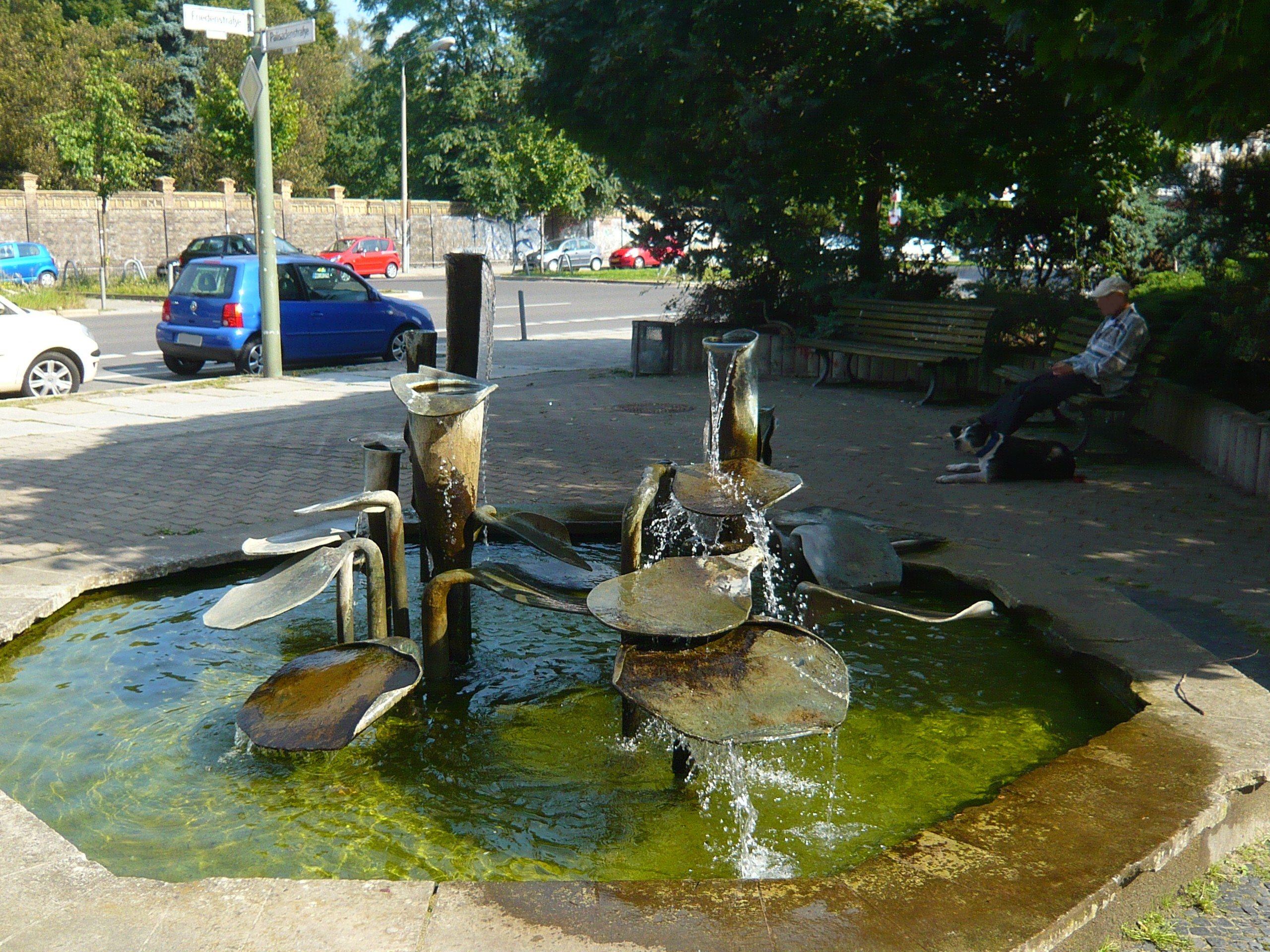
Lotos- oder Seerosenbrunnen an der Ecke Friedenstraße/Palisadenstraße (Jan Skuin und Rüdiger Roehl)

Auf der Berliner Denkmalliste sind die folgenden Bauten aufgenommen.
- Denkmal für Alexander von Blomberg[69] am früheren Königstor.
- Bartholomäus-Kirche[70] auf der Adresse Friedenstraße 1.[71]
- Märchenbrunnen im Volkspark Friedrichshain:[72] Friedenstraße 101.
- Missionshaus des Berliner Missionswerks aus dem Jahr 1873[73][74] und Sitz der Evangelischen Landeskirche Berlin-Brandenburg-schlesische Oberlausitz an der Ecke Georgenkirchstraße. Das Grundstück wurde vor 1900 aus der Friedenstraße herausgenommen und wird als Georgenkirchstraße 69/70 adressiert.
- Gedenktafel für Felix Singermann am Haus Friedenstraße 3, Rabbiner der Lippmann-Tauss-Synagoge.
- Spanienkämpfer-Denkmal von Fritz Cremer[75] gegenüber der Einmündung der Büschingstraße im Volkspark. Einmündung Büschingstraße[76]

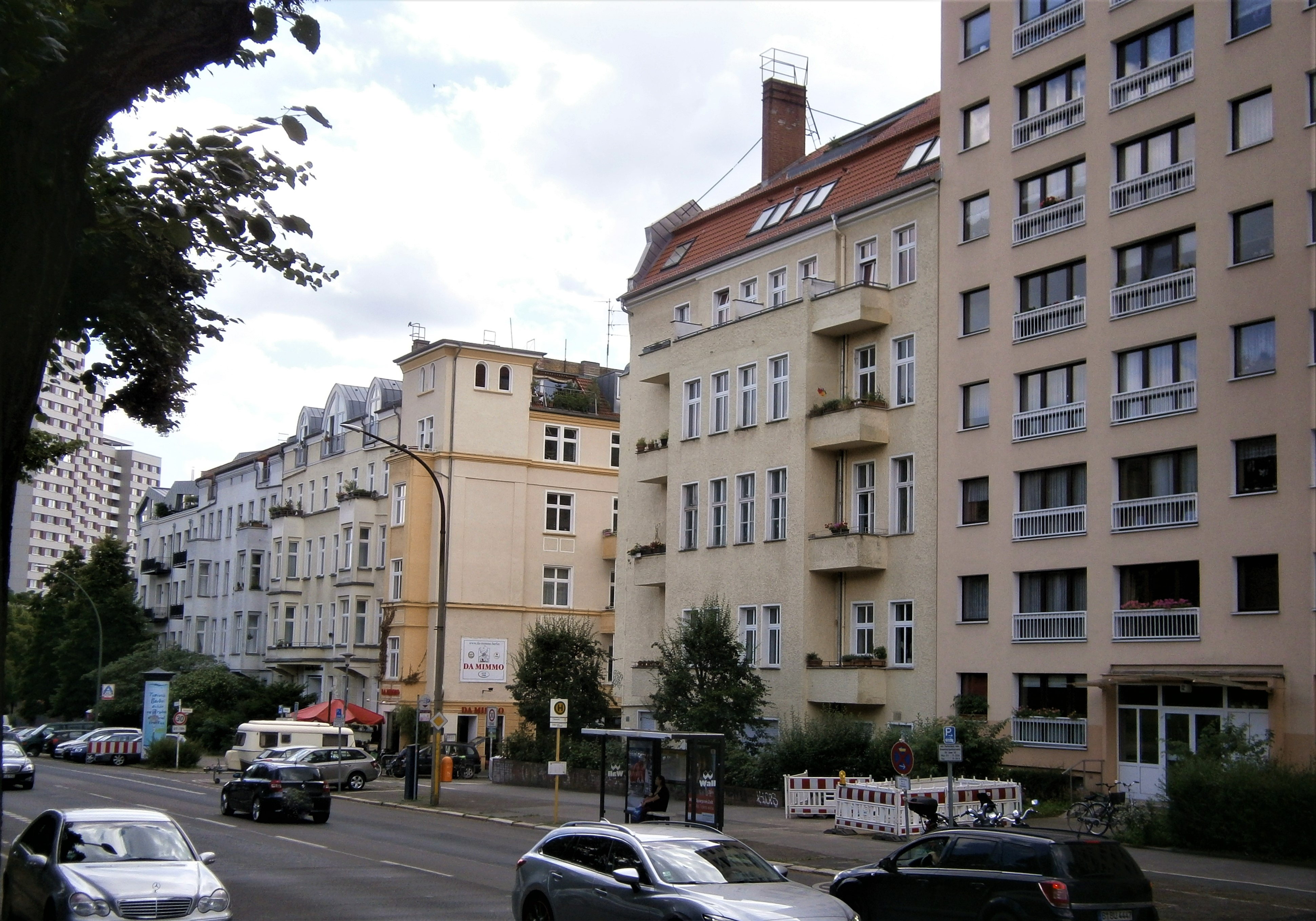
Einmündung Büschingstraße

- Häuser der Zeitlerschen Stiftungen, Büschingstraße 1 und 35, 1905 erbaut, die Eckhäuser sind nicht mehr zur Friedenstraße adressiert.[77] Beide Eckhäuser wurden im Krieg beschädigt, aber als „wiederaufbaufähig“ eingeordnet.
- Bauwerksensemble Platz der Vereinten Nationen,[78] die Friedenstraße schließt den Platz nach Nordosten ab.
- Benachbarter Friedhof der Märzgefallenen[79]
- Ehemaliges Böhmisches Brauhaus:[80] zu den Grundstücken Friedenstraße 85–91.
- Auferstehungskirche[81] auf Friedenstraße 83.
- Friedhöfe der St. Petri-Luisenstadt- und Georgen-Parochial-Gemeinden:[82] Friedenstraße 80: Georgenfriedhof zur Landsberger Allee 48, 81: St. Petri-Friedhof, 82: der Parochialfriedhof.

### Schulen

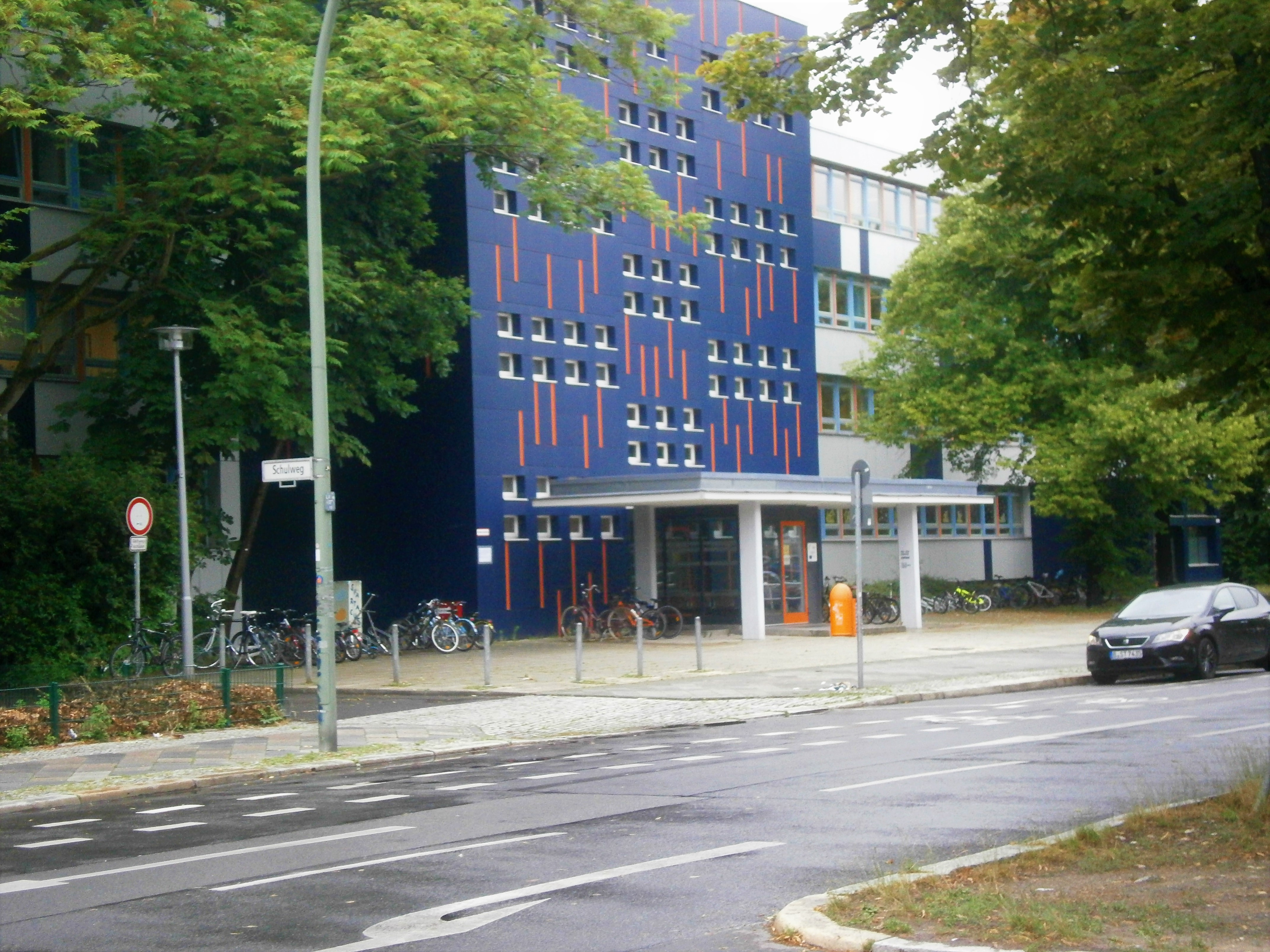
Spartacus Schule am Schulweg

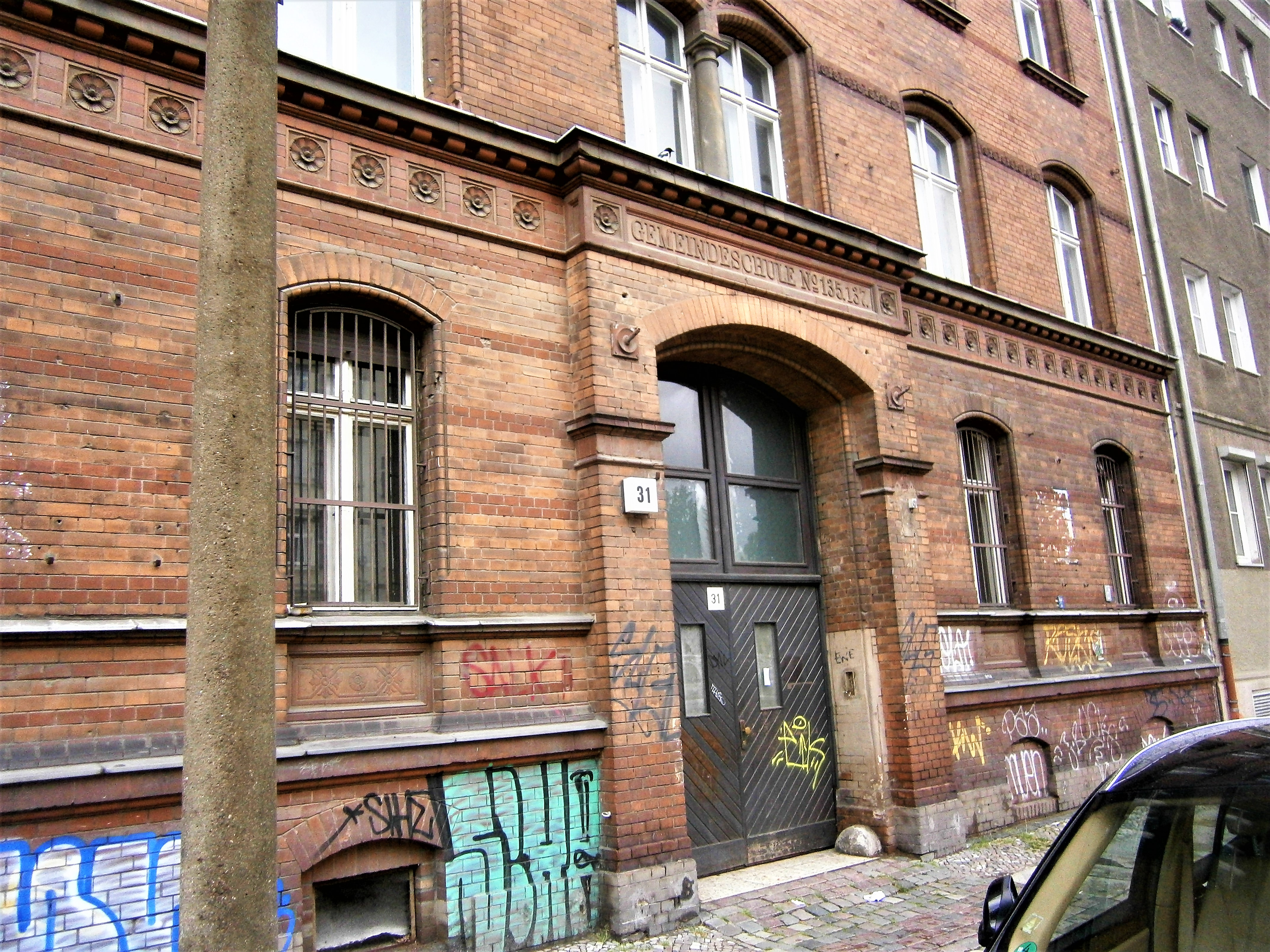
Ehemaliges Lehrerwohnhaus der 135./137. Gemeindeschule

In der Friedenstraße 19/20 wurde um 1900 das Gebäude der 33./56. Gemeindeschule Friedenstraße eingerichtet, durch Änderung der Grundstücksnummer ab 1913 Friedenstraße 16. Auf dem Schulgrundstück mit der Höchsten Straße 36/37 kam die 6. Städtische Wahl-Fortbildungsschule für Mädchen hinzu. Die 33. und 56. Volksschule war benachbart zur 43. Volksschule Höchste Straße 34/35. Im Ergebnis des Zweiten Weltkriegs wurden diese Schulgebäude schwer beschädigt, jedoch als wiederaufbaufähig bezeichnet. In den 1950er Jahren wurde das Schulgebäude in der Friedenstraße 16 als Schulneubau (2. Oberschule Berlin-Friedrichshain) aufgebaut, während die Grundstücke an der Höchsten Straße unbebaut blieben. Mit der Verkehrslösung einer Umgestaltung am Leninplatz wurden das Grundstück Friedenstraße 17 und die Brache Höchste Straße 34/35 für die Verkehrsverbindung zum Strausberger Platz und für den S-Wohnblock (jetzt: Platz der Vereinten Nationen 31 ff.) genutzt. Das Schulhaus Friedenstraße 16 stand an (neu angelegten) abbiegenden Hauptstraße. 1971 zog die vorher auf sechs Orte verteilte Sprachheil- und Schwerhörigenschule ein, seit 1972 „Louis Fürnberg Oberschule“. Mit der politischen Wende 1990 erfolgte eine Aufgliederung nach Berliner Schulgesetz, so zieht die Grundschule in die Weinstraße 1, dann in die Weinstraße 3 (Schule am Königstor). 1995 beginnt an der Palisadenstraße ein Schulneu- und -umbau. Die Schwerhörigenschule erhält 1997 den Namen „Margarethe-von-Witzleben-Schule“ und zieht im September 2002 in diesen Neubau um. Das freigewordene Schulgebäude wurde als „Atelierhaus Friedenstraße 16“ umgenutzt. Dieses wurde 2011 geschlossen. Nach dessen Abriss entstand bis 2017 ein Wohnneubau mit Eigentumswohnungen „in attraktiver Lage am Friedrichshain“.
Auf der beräumten Ruinenbrachfläche Friedenstraße 40–45 zwischen Friedberger Straße und dem (1997 benannten) Schulweg entstanden neue Schulgebäude. Nach 1970 wurde auf der Friedenstraße 40–45 die Lenin-Oberschule und an der Palisadenstraße 76 (neben der kath. St. Pius-Kirche) die 24. Oberschule erbaut. Nach der Wende erhielt die Leninschule den Namen „Spartacus-Grundschule“ und nach Um- und Neubau zog 2002 an der Palisadenstraße die Margarethe-von-Witzleben-Schule am erweiterten Standort ein.
Im Jahr 1883 wurde an der Friedenstraße im hinteren Grundstück die 135. und 137. Gemeindeschule erbaut und das Lehrerwohnhaus an der Straßenfront (damals Friedenstraße 37 und hinter Nummer 36 und 38). Die Schule erhielt 1913 die Nummer 31 und die Schule wurde zur 5. und 6. Volksschule. Das eigentliche Schulgebäude (Gemeindedoppelschule 135 und 137) auf der Blockinnenfläche wurde (wie die anliegende Wohnbebauung Landsberger Platz und Friedberger Straße) bei den Luftangriffen total zerstört. Der denkmalgeschützte Klinkerbau Friedenstraße 31 an der Straßenfront (Lehrerhaus) überstand die Luftangriffe und wurde wieder hergestellt. Darin befand seit den 1960er bis in die 1990er Jahre das Polizeirevier 57. Der denkmalgeschützte Klinkerbau wurde 2015 vom Bezirksamt der GSE gGmbH übergeben. Zusammen mit dem fünfgeschossigen Nachbarhaus 32 wurde das Gebäude bis Ende 2017 zum Atelierhaus für 30 Künstler saniert. Durch den Senat bereitgestellte Fördermittel sichern den Bestand bis 2040.

### Jüngste Bauten und Planungen

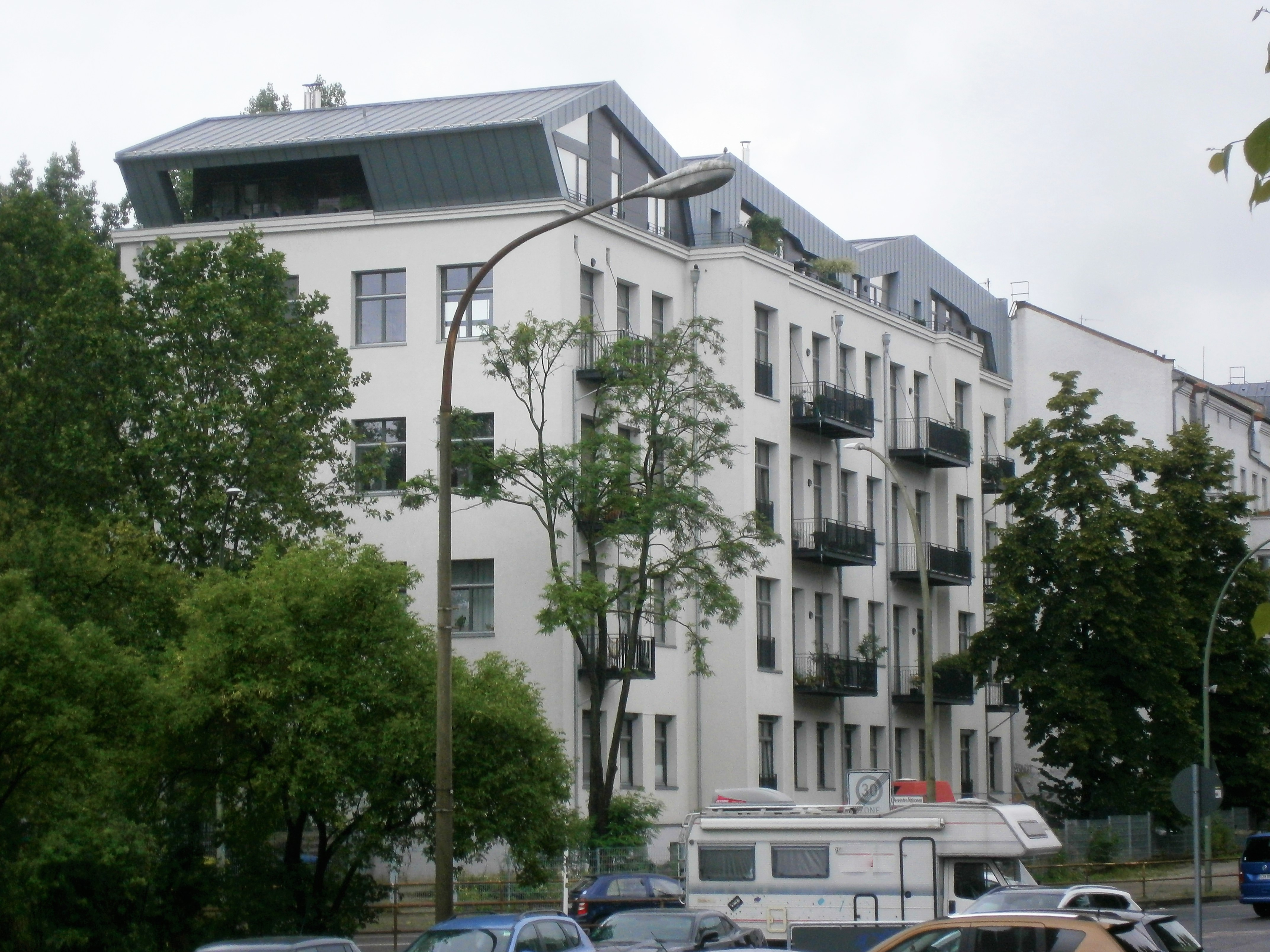
Durch Umbau eines Schulhauses errichtetes Wohnhaus Friedenstraße 16/17

Als die Schwerhörigenschule „Louis Fürnberg“ Friedenstraße 16 nach der politischen Wende 2002 in ihren Neubau („Margarethe-von-Witzleben-Schule“) verlegt worden war, zog das „Atelierhaus Friedenstraße 16“ ein. Diese Nutzung endete 2011, als der Senat als Eigentümer das Gebäude an einen Investor mit Planung für Luxuswohnungen verkaufte. Dass die Künstler das Gebäude (wohl) als Wohnstätte übernehmen wollten ist der Quelle zu entnehmen, ob es umgesetzt wurde, ist nicht eindeutig formuliert. 2015 wurde mit Förderungszusage bis 2040 das „Atelierhaus Friedenstraße“ in der aufgegebenen Polizeiwache Friedenstraße 31 neu eingerichtet, und seither von der GSE saniert. Auf der Ecke Friedenstraße 16/17 entstand 2012 bis 2014 durch Umbau das „Wohnhaus am Park“ (Mehrfamilienhaus mit 19 Wohnungseinheiten und Aufstockung).

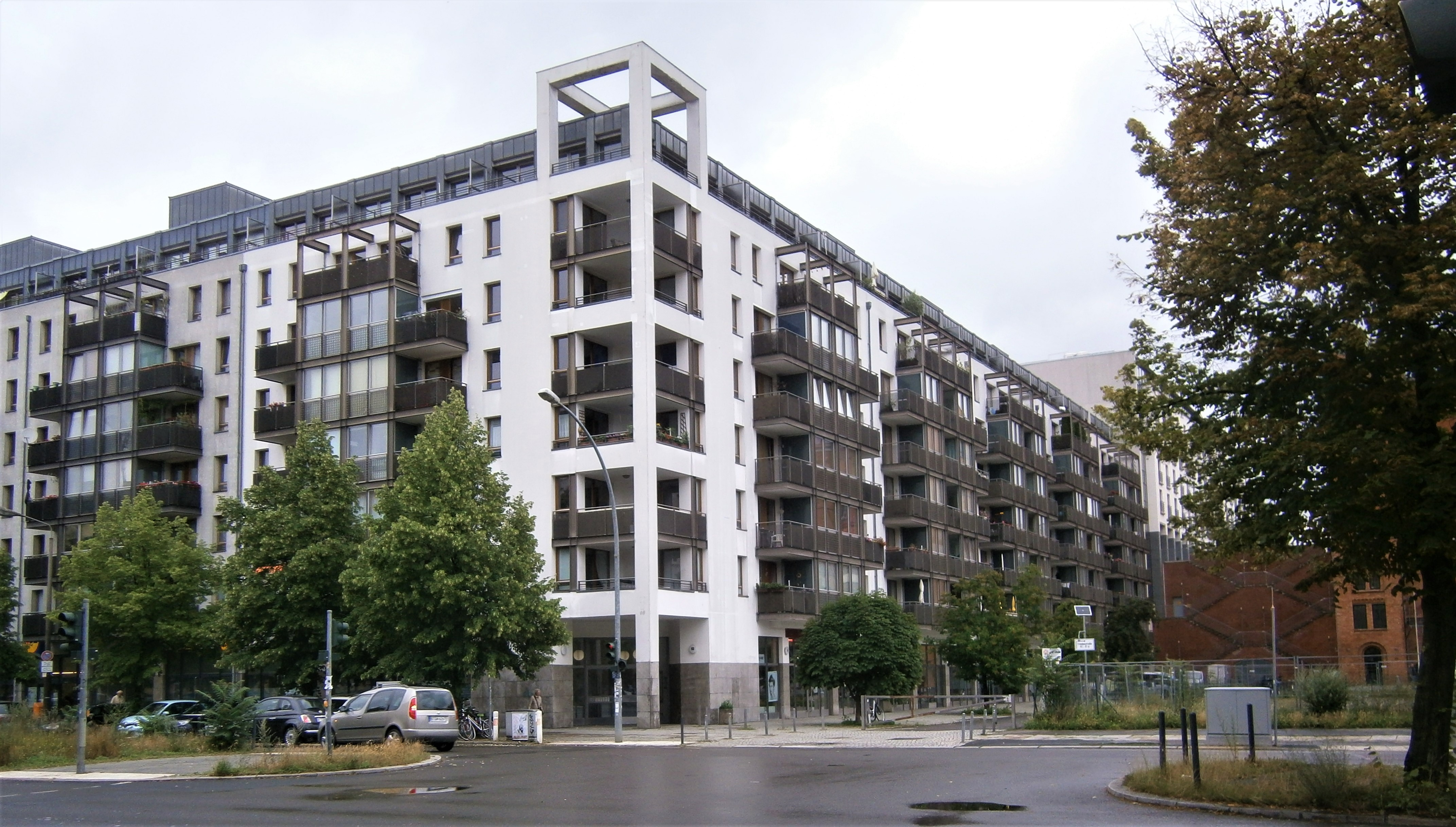
Neubau Friedenstraße 92–94

Zu den jüngsten Planungen der 2010er Jahre gehört das siebengeschossige Wohnhaus mit Eigentumswohnung an der Ecke Pufendorfstraße von 2012. Neben einigen Abrissen auf dem bis 1990 vom VEB Weingroßhandel (Böhmische Brauhaus) genutzten Gelände wurde die „Alte Mälzerei“ zum Büro- und Veranstaltungshaus „Neue Mälzerei“. Für das bislang unbeachtete Gelände am ehemaligen „Böhmischen Brauhauses“ an der Pufendorfstraße nördlich der Friedenstraße zur Matthiasstraße wird ein neues Stadtquartier errichtet. Nach dem Bebauungsplan wird die Bezirksbaugesellschaft Mitte (WBM) nach dem September 2016 beschlossenen Bebauungsplan bis 2019 an der Friedenstraße einen E-förmiger Neubau entlang der Friedenstraße in zwei Bauabschnitten errichten. Ein Teil der 200 Mietwohnungen wird gefördert. Als Grundstück Friedenstraße (84–) 91 wird Dahinter sind weitere Wohnbauten durch einen privaten Investor vorgesehen. Eine Berlin-Hamburger Architektengruppe (B&L Gruppe) plant das Wohnquartier „Böhmisches Viertel“. Mit dem instandgesetzten historischen Brauhausspeicher als Kindertagesstätte werden 410 Miet- und Eigentumswohnungen, eine Tiefgarage mit 230 Stellplätzen in einem Ensemble aus zwei Gebäuden mit Innenhof auf der ehemaligen Industriebrache errichtet. Noch vorhandene (teilweise denkmalgeschützte) Gebäude des Brauhauses, wie Sudhaus oder Brauereikeller wurden 2015 abgerissen.

### Sonstiges

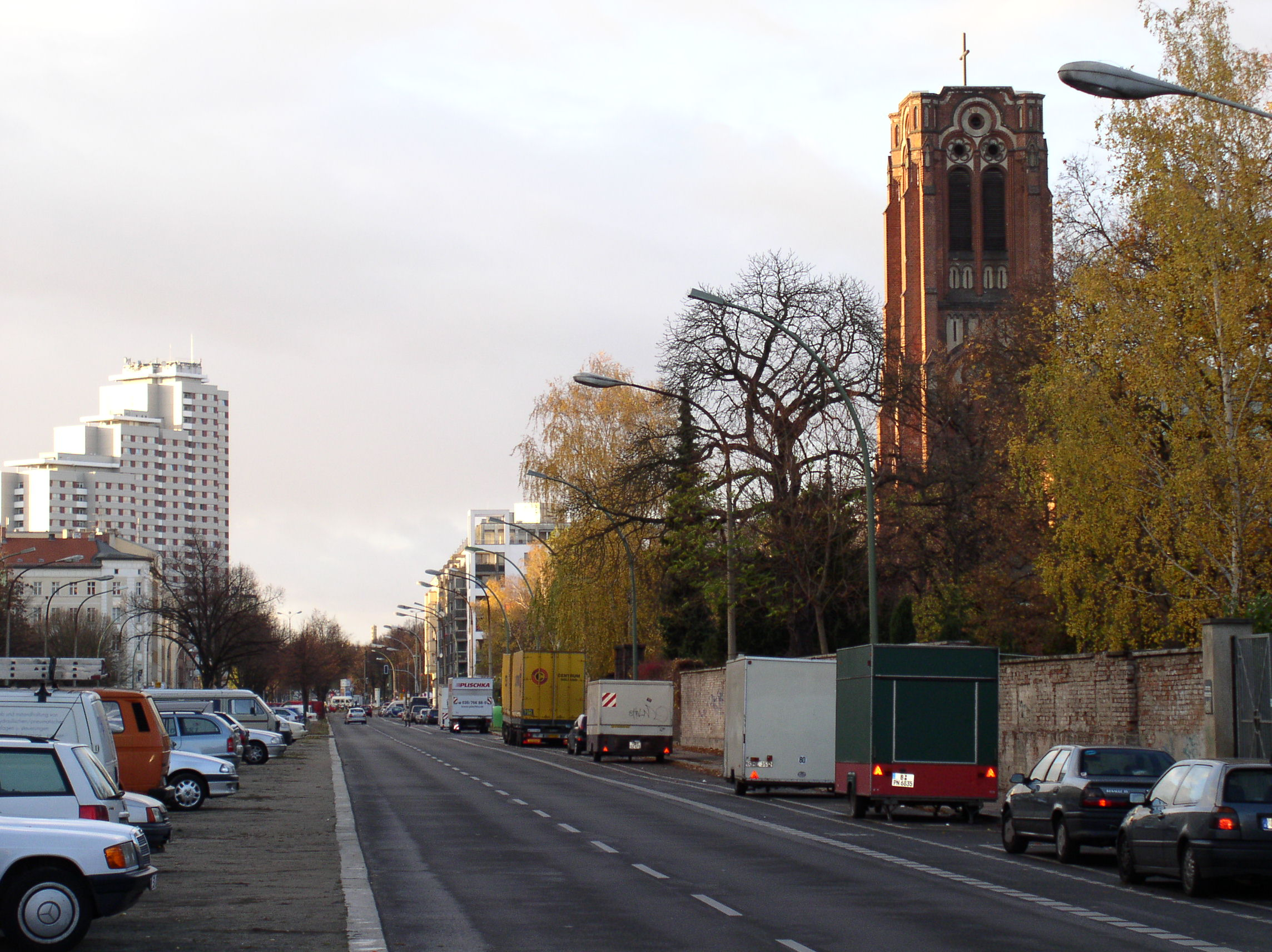
Friedenstraße mit Auferstehungskirche

- Eine Besonderheit liegt für das Haus Friedenstraße 33 vor, das noch 1925 der Krüger & Stärk GmbH Röhren gehörte und 1927 in den Besitz der Thyssen Eisen und Stahl Akt. Ges. kam und in deren Eigentum im Laufe der 1930er Jahre blieb.[105] 1940 war der Rechtsanwalt Köhler[106] Eigentümer geworden.
- Die durch alliierte Luftangriffe seit 1943 fehlenden Wohnhäuser Friedenstraße 89 und 91 gehörten der (auf dem Grundstück dahinter tätigen) Böhmischen Brauhaus Akt.Ges. Das Haus 90 dazwischen hatte einen privaten Eigentümer.
- 1914 hatten der Segel-Club Ahoi und der Verein Regattahaus am Müggelsee e. V. den Sitz in der Friedenstraße 27.[107]
- Auf mehreren Grundstücken standen Mietshäuser mit bis zu 80 Mietern. Anzumerken ist die hohe Anzahl an Mietern auf dem Grundstück Friedenstraße 43. 1875 war hier ein Neubau entstanden,[108] der mit dem Folgejahr von 18 Mietern bezogen war.[109] Der Bauherr Maurermeister Schiller zog 1880 nach außerhalb Berlins, von ihm übernahm 1889 der Lehrer Pruvonitz den Hausbesitz. Ab 1892 ging die Immobilie mit 17 Mietern an die Preußische Immobilien Akt. Bank.[110] Im Adressbuch wurden 1894 noch elf Mieter angegeben und 1895 waren es wieder 55,[111] in den Folgejahren waren etwa 50 Mieter unter dieser Adresse eingetragen. Ab 1902 wurde Frau M. Kurz Hauseigentümerin, sie war Gattin von Bleistiftfabrikant Albert Kurz (SW Hornstraße 8).[112] 1905 übernahm Frau Margarethe Wehner, geb. Speiermann, aus Rüdesheim diese mit 62 Mietern.[113] Wenigstens seit 1908 standen bei 25 m Straßenfront auf dem 60 m tiefen Grundstück bis an Palisadenstraße 76 drei Wohnhäuser.[114] In den Jahren des Ersten Weltkriegs wurden noch etwa 80 Mieter angegeben, 1920 waren es 63 Mieter. Seit den 1920er Jahren stieg die Zahl auf nahezu 150 Mieter. Laut Adressbuch 1925 sind 96 Mieter, 1930 sind 137, 1933 sind es 124 Mieter. Für 1936 wurden 140, im Jahr 1940 wurden 159 Mieter genannt. Vor der Zerstörung ist 1943 die Rentiere M. Wehner[115] immer noch Eigentümerin und für das Grundstück sind 149 Haushaltsvorstände im Adressbuch[116] notiert. Bei den Luftangriffen 1943 wurde das gesamte Karree der Friedenstraße zwischen Friedrichsberger und Koppenstraße völlig zerbombt und waren nicht mehr „wiederaufbaufähig“.
- Ein Städtisches Asyl für Obdachlose befand sich von 1880 bis 1888 auf dem Grundstück im Eigentum des Magistrats Friedenstraße 55/56 (Westecke mit der zunächst noch nicht angelegten Koppenstraße).[117] Bis 1879 wurde dieses Grundstück zur Palisadenstraße 59/60 zugeordnet, wo sich die Pockenanstalt befand.[118] Im Adressbuch 1888 wurde auf dem Grundstück des Obdachlosenasyls ein Neubau durch den Magistrat notiert, 1889 war zwischen Friedenstraße 55 und 56 erstmals die Mündung der Koppenstraße eingetragen, für Nummer 55 eine Magistratsbaustelle und für Nummer 56–59 „gehört zu Palisadenstraße 64/65“.[119] An der Gegenseite der Palisadenstraße befand sich das „Friedrich Wilhelms Hospital“. 1890 waren auf den Holzplätzen Friedenstraße 55 und 58/59 an beiden Ecken (Koppen-/ Friedenstraße) Neubauten errichtet worden (wohl beide mit Eckkneipe). Nach 1890 erfolgte an der Einmündung Koppen-/Friedenstraße Änderungen der Grundstücksnummern: 1893 mündet die Koppenstraße zwischen Friedenstraße 58 und 59, 1895 zwischen 59 und 60.[120] Angemerkt sei, dass das Eckwohnhaus auf der Fläche des Obdachlosenasyls bei den Luftangriffen total zerstört und die Ruine beräumt wurde.[121] Das Haus Nummer 3, 2017

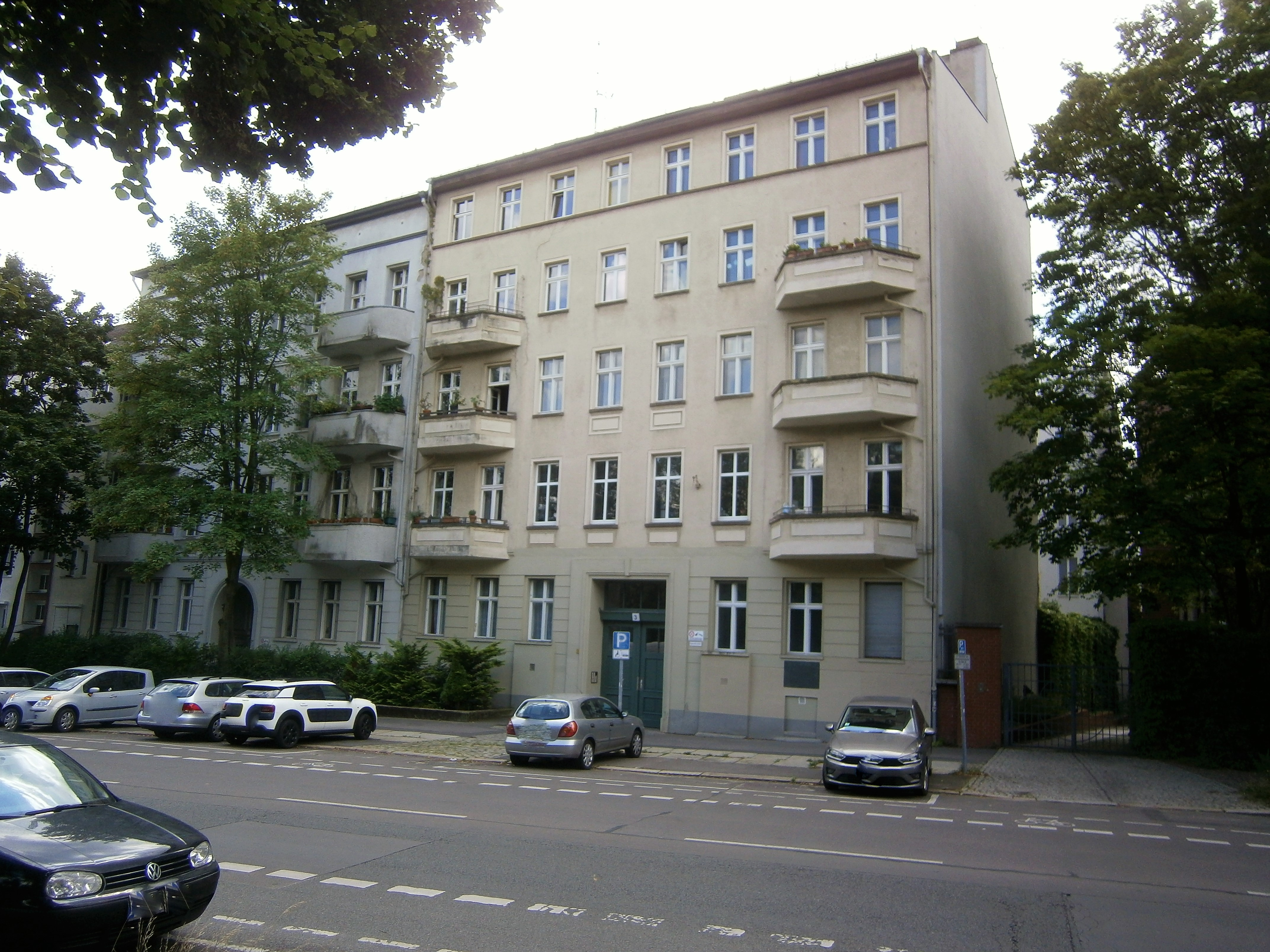
Das Haus Nummer 3, 2017

- In der Friedenstraße 3 befand sich um 1930 ein jüdischer Kindergarten und ab 1937[122] die Lippmann-Tauß-Synagoge.[123][124] Ab 1940 bestand im Hause 3 eine Notunterkunft für ältere Juden. Die Gestapo bestimmte 1942 weitere acht jüdische Altenheime als provisorische Sammellager für „Osttransporte“ von Juden, darunter die Einrichtung in der Friedenstraße 3, dem Haus von Lupu Solomon.[125] Die „Sammelstelle Große Hamburger Straße“ reichte für die Zusammenstellung der „Theresienstadttransporte“ nicht mehr aus. So erfolgte am 14. September 1942 auch in der Friedenstraße die Transportvorbereitung (im Gestapo-Kontext „Durchschleusung“ genannt) beim 2. „Großen Alterstransport“. Eine Gestapo-Anordnung vom 20. Oktober 1942 verlangte die Heime Artillerie-, Brunnen- und Friedenstraße „zu räumen“. Auf einer Auflistung vom 13. November 1942 wird dies (neben weiteren) Einrichtung der Jüdischen Gemeinde als „geräumt“ bestätigt.[126] Das Gebäude wurde im Krieg beschädigt und wurde saniert, es gehört den Nachkommen der Solomons.[127] Zu Beginn der 1990er Jahre (bis Wintersemester 1994/1995) befand sich der Lehrstuhl für Europäische Ethnologie[128] der Humboldt-Universität zu Berlin im Haus.[129]
- Der Tiergartenring, einer der 20 grünen Wege Berlins, kreuzt die Friedenstraße zwischen dem Platz der Vereinten Nationen und dem Volkspark Friedrichshain in Höhe nördlich vom Hochhaus. Im Volkspark liegt er auf dem breiten Randweg parallel zur Friedenstraße unterhalb des Großen Bunkerbergs. An der Gedenkstätte für deutsche Interbrigadisten biegt er nach Norden und führt gemeinsam mit dem Hönower Weg durch die Anlage des Märchenbrunnens.[130] in den Ortsteil Prenzlauer Berg.
- Die Auferstehungskirche wurde im Zweiten Weltkrieg stark beschädigt, war aber wiederaufbaufähig. Der Grundstein für den Kirchenbau[131] einer Tochtergemeinde der Markuskirche war am 7. Mai 1892 auf dem Grundstück des Armenfriedhofs (Arndtfriedhof) gelegt worden und 1895 geweiht. Nach den Kriegszerstörungen war das Gebäude 1961 wieder aufgebaut worden. Der fünfspitzige Helm des 77 Meter hohen Kirchturms jedoch nicht. Um das Jahr 2000 wurde die Eventlocation „Umweltforum“ darin eingerichtet.[132] In den 18 Veranstaltungs- und Konferenzräumen auf 1200 m² Eventfläche können bis 400 Personen betreut werden. Der große Saal mit umlaufenden Galerien ist mit einer Eule-Orgel ausgerüstet, rund 450 m² groß und 17 Meter hoch. Zudem werden weiterhin Gottesdienste im linken Turmanbau oder im großen Saal gehalten. Das Umweltforum adressiert als Pufendorfstraße 11 liegt jedoch auf der Friedenstraße 83.
- Im Haus Friedenstraße 2 / Georgenkirchstraße 1 befand sich in den 1920er bis Mitte der 1930er Jahre das Polizeiamt 5 (Friedrichshain).[133] Das Gebäude wurde im Zweiten Weltkrieg beschädigt und war wiederaufbaufähig, der Eckbau hinter der St.-Bartholomäus-Kirche wurde jedoch Ende der 1960er Jahre abgerissen. Neubau Friedenstraße 56 mit Schließung der Straßenfront

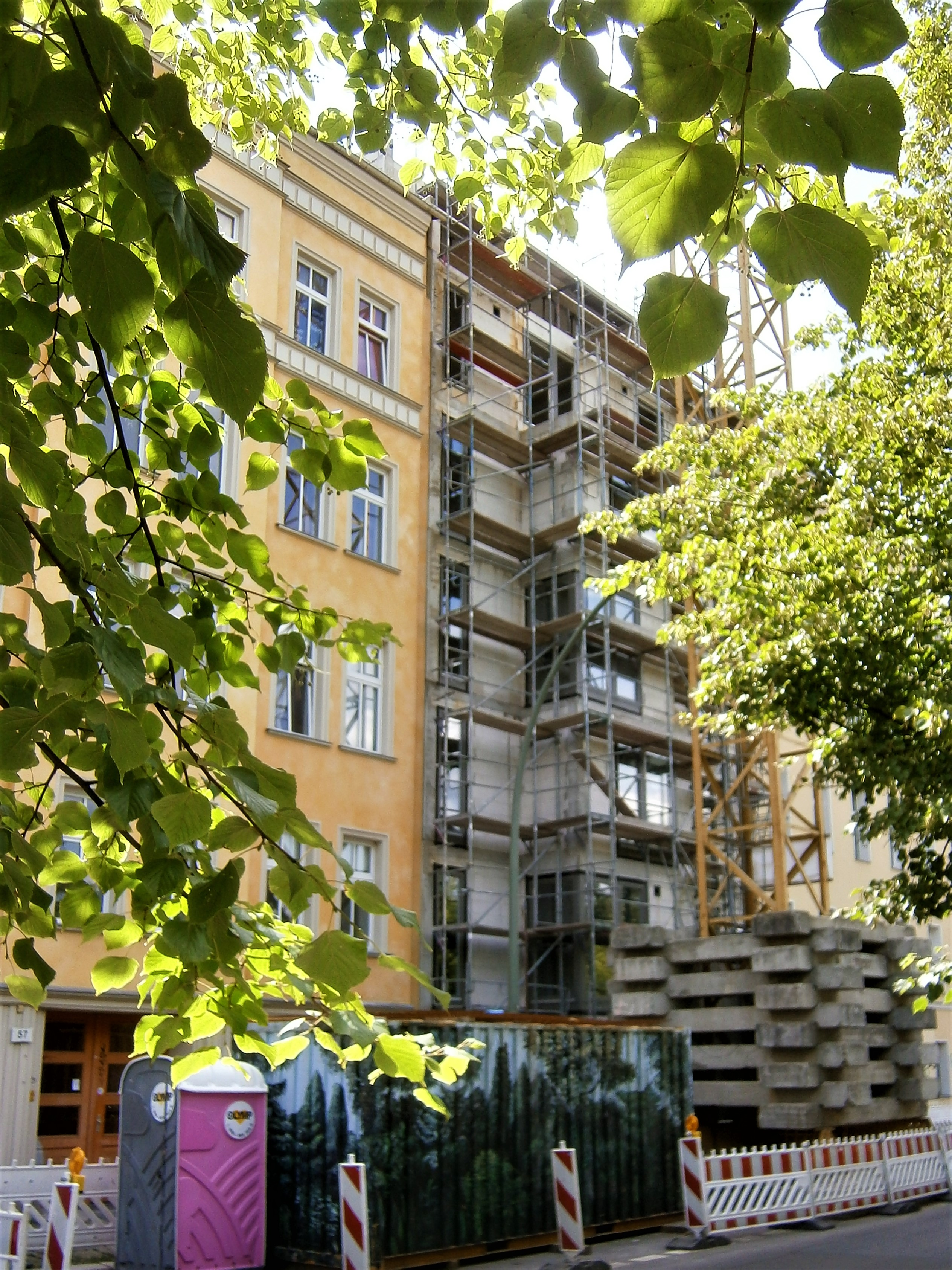
Neubau Friedenstraße 56 mit Schließung der Straßenfront

- Das Haus Friedenstraße 56 war bei den Luftangriffen zerbombt worden, während die benachbarten Altbauten auch in die Koppenstraße hinein den Krieg nur wenig beschädigt überstanden. In der Blocktiefe wurde das Gebäude Friedenstraße 55/56/57 als Vor-1900-Altbau, ein Wohnblock in geschlossener Bauweise (elf Zwei-Zimmer-Wohnungen und eine 1-Zimmer-Wohnung mit Wohnflächen zwischen 35 und 58 m²), in den 1950er Jahren wieder nutzbar gemacht. Das 6-geschossige und unterkellerte Mietshaus wurde um 2015 mit einer zurückgesetzten Dachgeschosswohnung (107 m²) ergänzt.[134] In der Straßenfront verblieb nach Beräumung der Ruine von Nummer 56 eine Baulücke in der Straßenfront die den Eingang zum dahinterliegenden Gebäude ermöglichte. 2017 wurde die Straßenfront durch einen an die Nachbarhäuser angepassten Lückenbau mit fünf Eigentumswohnungen geschlossen.[135]
- Am 1. April 1954 wurde das „Institut für Ur- und Frühgeschichte“ der Humboldt-Universität gegründet. Zunächst wurden Vorlesungen und Forschungen in Miethäusern durchgeführt. 1958 zog das Institut in die Friedenstraße 3.[136]

## Straßenbahn und Bus

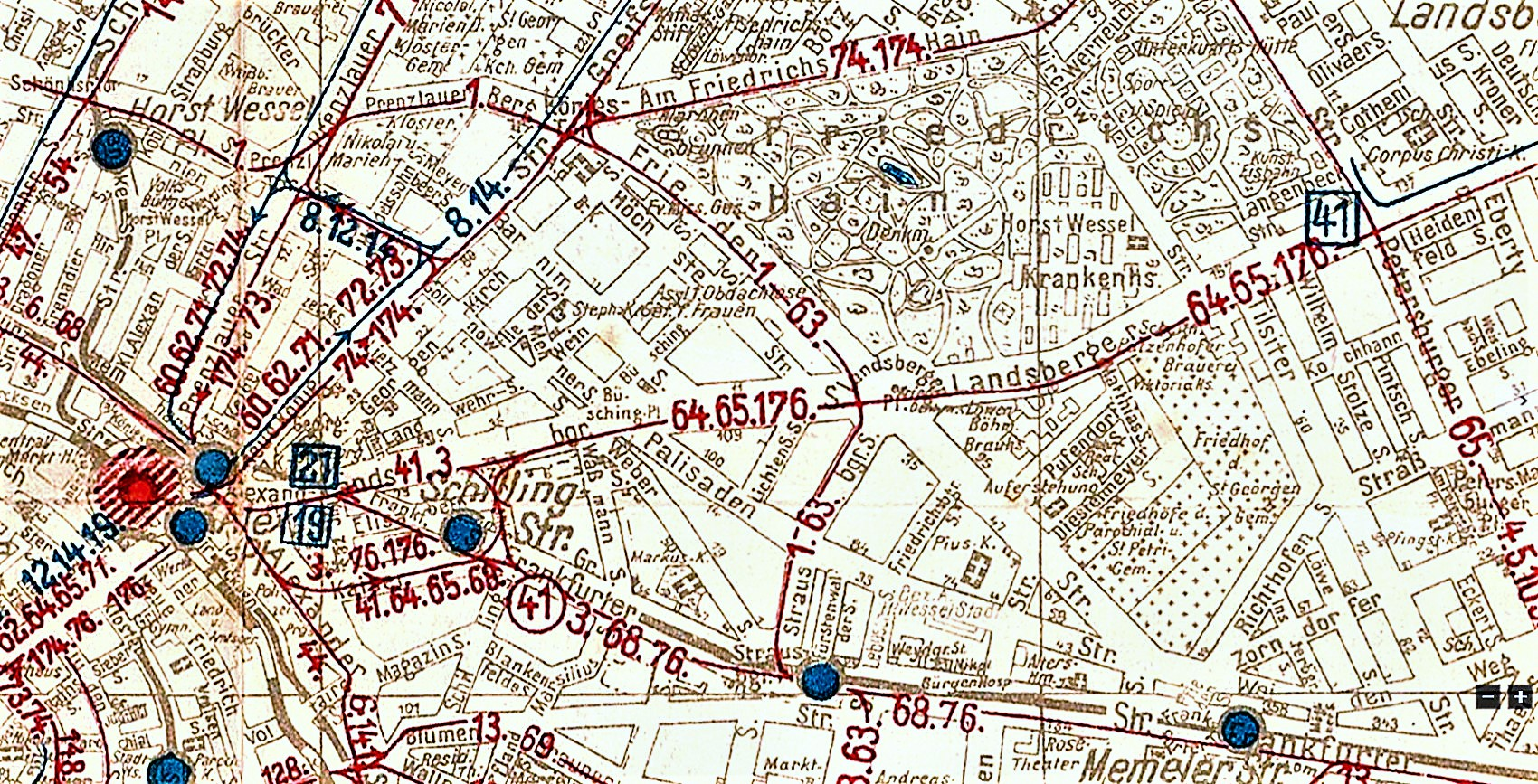
Straßenbahnstrecken in der Friedenstraße, Juli 1936

Über den Streckenabschnitt Lothringer Straße – Prenzlauer Tor – Prenzlauer Allee – Friedenstraße – Platz am Königstor – Friedenstraße – Landsberger Platz – Strausberger Straße – Strausberger Platz ergänzte die Große Berliner Pferde-Eisenbahn ab 1879 ihre auf der (vorherigen) Communication geführte vierte Trasse. Vom Rosenthaler über Prenzlauer und Königstor folgte die Trasse dem Verlauf der vorherigen Stadtmauer. Am 19. Oktober 1898 übernahm die Große Berliner Straßenbahn (GBS) diese als Ringbahn vom Halleschen Tor durch die Friedenstraße und zum Halleschen Tor. Ab Mai 1902 trug die Linie die Nummer 1 und ab 1903 die Bezeichnung Stadtring. Seit dem 15. Mai 1903 kam die Linie 2 Außenring (Katzbachstraße) auf dieser Trasse hinzu und 1906 die Linie 4 (Ost-West-Ring). Die Berlin-Charlottenburger Straßenbahn führte am 1. September 1907 ihre Linie Q (Kniprode-/Elbinger Straße ↔ Halensee, Ringbahnhof) vom Prenzlauer Tor – Prenzlauer Allee durch die westliche Friedenstraße vom Königstor – Am Friedrichshain – Kniprodestraße weiter. Wobei diese Linienführung wegen der Übernahme der Bereiche westlich vom Platz am Königstor und der Ausgliederung dieses Teils der Friedenstraße ab 1913 durch Prenzlauer Berg führte. Die GBS-Linie 10 (Ring Groß-Berlin) verdichtete ab 28. September 1913 den Verkehr auf dem Schienennetz der Friedenstraße von der Greifswalder Straße kommend. Auch die Linie 63 (Weißensee, Schloß ↔ Görlitzer Bahnhof) nutzte diesen Streckenabschnitt seit 1912. Trotz Linienänderungen in den Kriegsjahren und der Inflationszeit blieb die Führung durch die Friedenstraße erhalten. In den 1930er Jahren fuhren der Stadtring 1 und die Linie 63 (Weißensee – Britz) durch die Friedenstraße. Mit den Zerstörungen zum Kriegsende 1945 endete der Straßenbahnverkehr vorerst.
Die vorhandenen Gleisanlagen in der Friedenstraße und Am Friedrichshain wurden für eine Trümmerstraßenbahn genutzt. Die beim Abriss der Innenstadtruinen anfallenden Schuttmassen wurden mit den Bahnen befördert und beispielsweise zum „Mont Klamott“ im Friedrichshain transportiert und zu den anderen Trümmerbergen gefahren. Eine Straßenbahnlinie zwischen Greifswalder Straße (Platz am Königstor) durch die Friedenstraße zum Landsberger Platz (ab 1950 Leninplatz, 1992 Platz der Vereinten Nationen) kam nicht wieder zustande.
Ab 17. Mai 1954 wurde von der „BVG Ost“ eine Strecke der Linie 1 (Am Kupfergraben – Schillingbrücke) in Betrieb genommen. Für diese wurden 250 Meter der Friedenstraße nach Süden von Leninallee zur Friedrichsberger–Lebuser–Andreasstraße genutzt. Mit dem Mauerbau 1961 änderten sich die Endpunkte, aber zunächst nicht die Führung durch südlichen Abschnitt der Friedenstraße. Allerdings führten die Bauarbeiten an der Mollstraße zu Änderungen im Bereich des Leninplatzes. Ende der 1960er Jahre fuhren die Ost-Linien 64 (Hohenschönhausen ↔ Dönhoffplatz), 69 (S-Bf. Jannowitzbrücke ↔ Johannisthal), 74 (Weißensee ↔ Leipziger/Otto-Grotewohl-Straße) noch über Leninallee – Friedenstraße – Friedrichsberger Straße – Lebuser Straße – Andreasstraße. Am 24. August 1970 wurde mit der Fertigstellung des Leninplatzes (seit 1992 Platz der Vereinten Nationen) diese Trasse durch die direkte Führung Leninallee – Mollstraße ersetzt und die Straßenbahnstrecke zur Leipziger Straße stillgelegt.
Eine Buslinie in der Friedenstraße bestand erstmals zwischen Dezember 1908 und etwa 1913. Damals befuhr die Linie 30 (Werderscher Markt<>Baltenplatz) der ABOAG die Trasse Andreasstraße–Große Frankfurter Straße – Friedenstraße – Weidenweg. An diesem, ihrem südöstlichen Ende wurde die Friedenstraße in den Nachkriegsjahren durch die Bauten an der Stalinallee aufgehoben. Ab 1. August 1951 befuhr der Oberleitungsbus O 40 (Robert-Koch-Platz<>Ostbahnhof) die Friedenstraße in voller Länge von Am Friedrichshain bis zur Stalinallee. Ab Februar 1973 wurde er nach der Einstellung des O-Bus-Verkehrs in Ost-Berlin durch die Buslinie 40 ersetzt. Hinzu kam die Buslinie 32 (Hans-Beimler-Straße ↔ U-Bahnhof Thälmannplatz), die die Friedenstraße von Am Friedrichshain bis zur Friedrichsberger Straße befuhr. Mit der politischen Wende erhielten diese Buslinien ab 2. Juni 1991 neue Nummern: 40 wurde zu 140 und 32 zu 142. Die Linie 140 fuhr noch bis November 1995 in der Friedenstraße, die Linie 142 wurde nach der Einführung von Metrolinien im Dezember 2004 eingestellt, nahm aber 2010 den Betrieb in der Linienführung U-Bahnhof Leopoldplatz ↔ Hauptbahnhof ↔ Ostbahnhof wieder auf. Sie fährt auf der Friedenstraße zwischen Am Friedrichshain und Friedrichsberger Straße (Stand: Juli 2017). Wegen der Parkzone auf der mittleren Friedenstraße verlassen die Busse kurzfristig die Friedenstraße und umfahren den Platz der Vereinten Nationen.

## Stolpersteine
In der Straße wurden für deportierte Bewohner folgende Stolpersteine verlegt:
| - Alfred Marcus (Nummer 4) - Sophie Marcus (Nummer 4) - Edith Nehlhans (Nummer 3) | - Lupu Solomon (Nummer 3) - Ita Solomon (Nummer 3) - Frieda Treu (Nummer 27) - Max Treu (Nummer 27) |

## Weitere gleichnamige Straßen

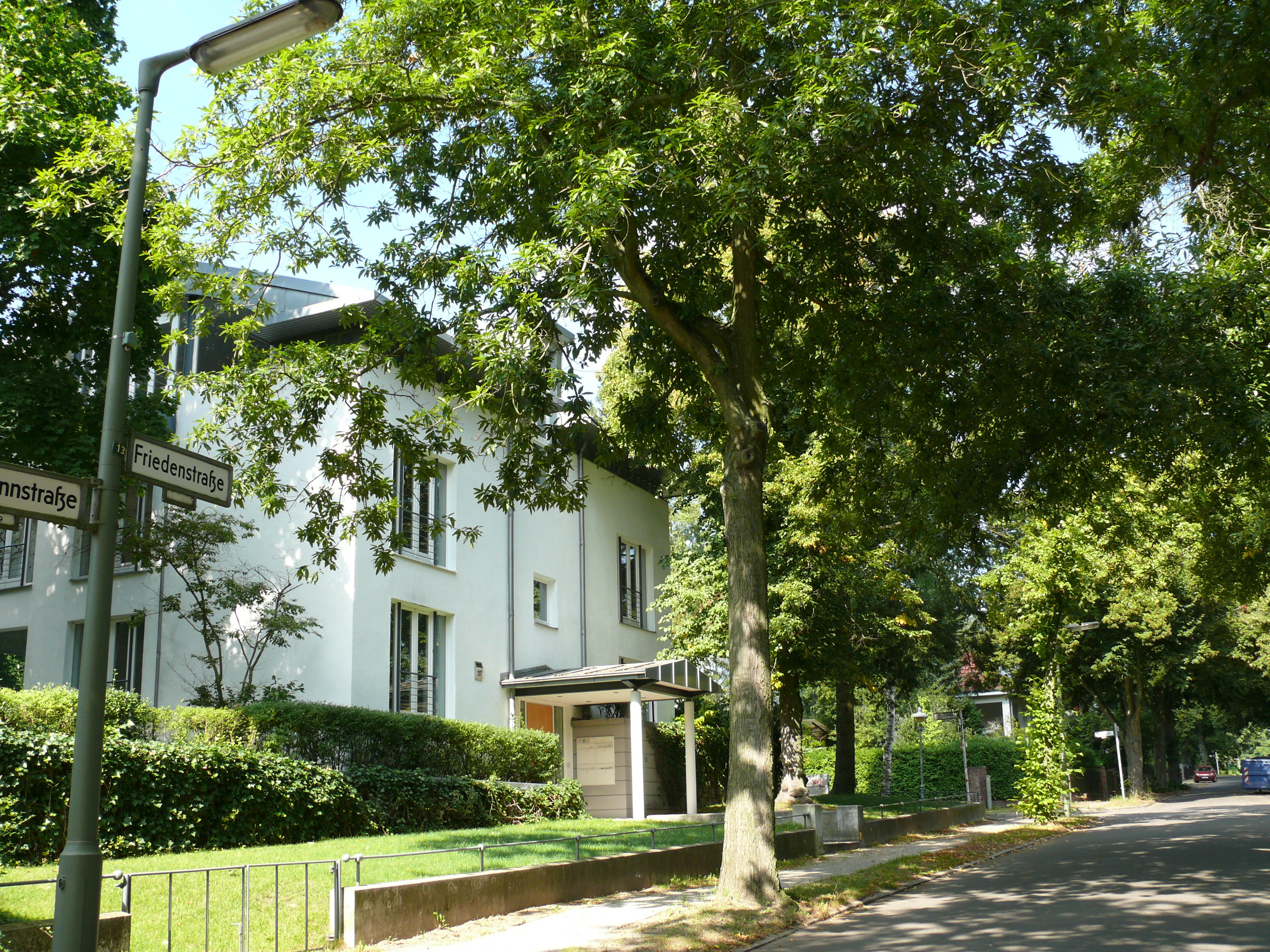
Friedenstraße in Wannsee

Neben dieser Friedenstraße im alten Berliner Stadtgebiet (Verwaltungsbezirk 5) kamen bei der Bildung von Groß-Berlin mit den Vororten Adlershof, Cöpenick, Lankwitz, Mahlsdorf, Mariendorf, Wannsee sechs Straßen gleichen Namens hinzu. Davon bestehen noch fünf im Berliner Straßennetz. In Lankwitz wurde der Straßenzug in die Langkofelweg einbezogen. Im Ortsteil Wannsee befindet sich der Städtische (landeseigene) Friedhof in der Friedenstraße 3. In Mariendorf liegt der Friedhof Alt-Mariendorf II an der Friedenstraße 12–14.
Die Straßen der anderen Ortsteile werden im Berliner Straßenentwicklungsplan ohne besondere Verkehrsbedeutung verzeichnet (kategoriefrei „Sonstiges“). Es sind Verkehrswege die als „STRA“ nach den Anforderung des Straßenbaus ausgeführt sind. Wegen der OKSTRA-Klasse „G“ (Gemeindestraße) sind in Berlin die Straßenämter der Bezirke zuständig. Die Charakterisierung nach Berliner Straßenliste ist für Adlershof unter 40893, für Köpenick unter 40895, die Mahlsdorfer als 40896 und die 410 Meter lange Friedenstraße in Wannsee ist mit der Nummer 1383 angegeben.